# Бруно, Джордано
Джорда́но Бру́но (итал. Giordano Bruno, лат. Iordanus Brunus; при рождении Филиппо Бруно, по месту рождения имел прозвище Ноланец, лат. Nolanus; январь—февраль 1548, Нола близ Неаполя — 17 февраля 1600, Рим) — итальянский католический священник, монах-доминиканец, философ-пантеист и поэт; автор многочисленных трактатов.
Представитель эзотеризма и герметического оккультизма. Из-за своей склонности к чтению сочинений, признанных католической церковью подозрительными, и по причине высказываемых сомнений относительно пресуществления и непорочного зачатия Девы Марии, а также своего неортодоксального подхода к трактованию догмата о Троице навлёк на себя подозрения в исповедании ереси и был вынужден покинуть орден доминиканцев (1576) и скитаться по Европе: жил в Швейцарии, Франции, Англии и Германии. Вернувшись в Италию (1592), был арестован в Венеции и выдан инквизиционному суду в Риме. Он отказался отречься от своего вероучения и после семилетнего тюремного заключения был сожжён на костре как еретик и нарушитель монашеского обета. В 1889 году на месте казни в Риме ему был воздвигнут памятник.
Одно из множества выставленных против него обвинений — учение Бруно о бесконечности вселенной и множестве миров. Противник схоластики и схоластического Аристотеля, Бруно находился под влиянием элейских, новоплатоновских, а отчасти и эпикурейских идей. Его миросозерцание пантеистическое: Бог и вселенная — одно и то же бытие; вселенная бесконечна в пространстве и времени; она совершенна, так как в ней пребывает Бог. Простые, неразложимые элементы всего существующего — монады; они не возникают, не исчезают, а только соединяются и разъединяются; это метафизические единицы, психические и в то же время материальные точки. Душа — особая монада; Бог — монада монад.
Бруно выступил против господствовавшей в его время аристотеле-птолемеевской геоцентрической системы устройства мира, противопоставив ей гелиоцентрическую систему Коперника, которую он расширил, сделав из неё философские выводы и указав на такие отдельные факты, которые ныне признаны наукой несомненными: о том, что звёзды — это далёкие солнца, о существовании неизвестных в его время небесных тел в пределах нашей Солнечной системы, о том, что во Вселенной существует бесчисленное количество тел, подобных нашему Солнцу. Славе его деятельности способствовали, прежде других, немецкие философы Ф. Г. Якоби (1785) и Ф.В.Й. Шеллинг (1802).

## Биография

### Ранние годы
Филиппо Бруно родился в 1548 году в семье солдата Джованни Бруно в городке Нола близ Неаполя, ныне коммуна Нола входит в провинцию Неаполь области Кампания Итальянской Республики. По данным советского исследователя биографии Бруно Валентина Сергеевича Рожицына, Джованни Бруно с женой Фраулисой Саволина в 1545 году переехали в предместье Сан Джованни ди Ческо у подножия горы Чикала, вблизи Нолы. Документы подтверждают, что Джованни Бруно действительно был знаменосцем, по-итальянски «альфьеро», в одном из конных полков Неаполитанского королевства, куда принимали только дворян, и получал в среднем 60 дукатов в год (в то время оплата низшего чиновника в Риме составляла 200—300 дукатов в год). 
В 11 лет Бруно привезли в город Неаполь изучать литературу, логику и диалектику в частной гуманистической школе. Он брал уроки логики у августинца Теофило да Вайрано, посещал публичные чтения по философии, в том числе изложение учения Аверроэса, которые читал Джироламо Балдуин. 
15 июня 1565 года Бруно поступил послушником в монастырь Сан-Доменико-Маджоре (итал. Chiostri di San Domenico Maggiore), наиболее известна монастырская церковь Сан-Доменико-Маджоре. Его принял настоятель монастыря магистр Амброзио Паскуа. 16 июня 1566 года постригся в монахи и получил имя Джордано. Об этом сохранилась запись в «Списке принятых в монашеский сан с 1524 по 1622 год», там же написано: «Погиб ужасной смертью».
Своё первое сочинение «Ноев ковчег» Бруно посвятил папе Пию V во время своего посещения Рима в 1568 году.
После двух лет пребывания в сане субдиакона и двух лет в сане диакона, в 1572 году 24-летний Джордано стал католическим священником. В Кампанье, в провинциальном городе Неаполитанского королевства, молодой доминиканец впервые отслужил свою обедню. Бруно до 1576 года находился в Неаполе, учился в школе монастыря св. Доминика, где получил  богословское образование; выезжал в монастырь св. Варфоломея на очень короткий срок; приходским священником не был. В протоколах инквизиции его именуют то магистром богословия, то доктором богословия, то просто богословом. Котен записал в своем дневнике, что Бруно получил ученую степень в Риме и называет его диссертационные темы: «Истинно то, что говорит магистр сентенций» и «Истинно то, что говорится в «Своде против язычников» (автор «Свода…» — Фома Аквинский). Многие исследователи Бруно ставят под сомнение его докторскую степень.
Неаполитанский энциклопедист Джамбаттиста делла Порта в книге «Искусство памяти», изданной в 1602 году, упоминает о его знакомстве в Неаполе с человеком, обладавшим исключительной памятью и мог читать наизусть до тысячи стихов. Имя этого человека он не называет, Бруно к тому времени уже был казнён.
В 1575 году, во время пребывания в монастыре св. Доминика, Джордано навлёк на себя подозрения в чтении запрещённых книг, кроме того, он вынес из кельи иконы и оставлял лишь распятие. Начальству пришлось начать расследование его деятельности. В его келье произвели обыск и обнаружили сочинения св. Иеронима и Иоанна Златоуста с комментариями Эразма Роттердамского, включённые в Индекс запрещённых книг.
Не дожидаясь результатов, Бруно переехал в 1576 году в Рим, в монастырь делла Минерва. Ныне сохранилась монастырская базилика Святой Марии над Минервой. Посчитав это место недостаточно безопасным, снял монашескую одежду и двинулся на север Италии. 

### После ухода из монастыря (1576—1580)
15 апреля 1576 года прибыл и город Геную Светлейшей Генуэзской республики. 
В мае 1576 года прибыл в город Ноли Республики Ноли. Около четырех месяцев он преподавал юношам из богатых семейств грамматику и науку о небе, или «о сфере». Оттуда переехал в город Савона Светлейшей Генуэзской республики, где провел около 15 дней. 
Из Савоны направился в город Турин Савойского герцогства. Затем провел полтора месяца во Фреццари Светлейшей Республики Венеция, где напечатал книжку, под названием «О знамениях времени» (текст книги не сохранился). Оттуда отправился в город Падуя Светлейшей Республики Венеция, где встретил нескольких знакомых монахов-доминиканцев, которые посоветовали Бруно снова надеть монашеское одеяние. В Падуанском университете был профессор Джакомо Дзабарелла. Он доказывал, что в основе всего существующего лежит протяженная субстанция. Природа управляет присущим ей движением. Материя вечна. Взгляды этих двух мыслителей в отдельных вопросах совпадали. В городе Бергамо Светлейшей Республики Венеция заказал себе белую одежду из хорошего сукна. Поверх нее он носил плащ, сохранившийся со времени отъезда из Рима. В этой одежде он отправился в монастырь своего ордена в городе Шамбери Савойского герцогства, где его приняли очень холодно. 
В апреле 1579 года отправился в Республику Женева, где Галеаццо Караччоли, маркиз де Вико (итал. Galeazzo Caracciolo) убедил Бруно снять монашеское одеяние и подарил шпагу, плащ, шляпу и другие необходимые принадлежности одежды горожанина. Работал  в типографии, занимался исправлением печатных оттисков. Посещал чтения и проповеди Николо Бальбани (итал. Niccolò Balbani) Лукканца, толковавшего послания св. Павла и объяснявшего евангелие. Бруно познакомился с сочинениями врача и философа Парацельса. Тот считал, что Адам и Ева не являются прародителями всего человечества и что открытие новых материков лучшее тому доказательство. 20 мая 1579 года был записан в «Книгу ректора» Женевского университета, где, не имея обязательного курса, преподавал в кружке студентов факультативно. 
В июне 1579 года Бруно обратился к издателю Жану Бержону с предложением напечатать рукопись, посвященную разоблачению ошибок женевского профессора философии Антуана Делафе (фр. Antoine de La Faye). В брошюре перечислялись 20 заблуждений Делафе. В течение июня и июля 1579 года Бруно принимал участие в диспутах при университете. На диспуте его вновь обвинили в ереси — уже со стороны кальвинистов. Бруно подвергся двойному суду: сперва городского совета, который постановил уничтожить брошюру и передал дело консистории — органу кальвинистской инквизиции, которая судила лиц, которым предъявлялось обвинение в «мятеже против бога и святой реформации». В её состав входило 18 судей, в том числе 8 «министров» (священников) и 12 представителей городской буржуазии. Из сопоставления дат первого и второго заседания консистории видно, что Бруно в течение двух недель, с 13 по 27 августа 1579 года, был отлучен от церкви. Отлучение Джордано Бруно не является доказательством того, что он перешел в кальвинизм. В Республике Женева каждый должен был посещать общественное богослужение. 27 августа 1579 года консистория постановила снять отлучение и освободить Бруно. Он сразу уехал из Женевы.

### Первый французский период (1580—1583)
Отправился в город Лион Королевства Франция, где находился в течение месяца. Не найдя возможности зарабатывать, переехал в Тулузу, где получил учёный титул Magister artium и почти 2 года читал курс философии и публичные лекции о книге Аристотеля «О душе» (лат. De anima). В Тулузе до 1586 года действовали законы о веротерпимости и Бруно мог быть ординарным профессором, не выполняя никаких церковных обрядов.
Летом 1581 года Бруно переехал в Париж, где стал преподавателем Сорбоннского университета, читал курс экстраординарных лекций. Предметом чтений избрал тридцать божественных атрибутов, изложенных св. Фомой Аквинским в первой части «Свода богословия». Бруно отказался читать ординарные лекции, так как ординарные профессора Парижского университета обязаны посещать богослужения. В Париже Бруно опубликовал свои первые работы по мнемонике («Тени идей»; итал. De umbris idearum) и читал лекции о книге Раймунда Луллия «Великое искусство: краткое открытие истины» (лат. Ars magna: compendiosa inventendi veritam; ок. 1272). Там на Бруно обратил внимание присутствовавший на одной из его лекций король Генрих III Французский, на которого произвели впечатление знания и память Бруно. В 1582 году Бруно посвятил Генриху III сочинение итал. Ars memoriae и опубликовал другие сочинения, включая театральную пьесу «Подсвечник» (в другом переводе «Неаполитанская улица»; итал. Candelaio‎). Король пригласил Бруно ко двору и предоставил ему несколько лет (до 1583) спокойствия и безопасности, а позднее, когда споры Бруно со сторонниками Аристотеля принудили его покинуть Париж, дал рекомендательные письма для поездки в Англию. В Париже Бруно было разрешено защищать на диспуте положения под названием «Сто двадцать тезисов против перипатетиков и других вульгарных философов», напечатанные с разрешения начальствующих лиц. Было признано допустимым защищать их согласно естественным началам, но так, чтобы они не противоречили истине, согласно свету веры. На основании этого было разрешено излагать и объяснять книги Платона и Аристотеля, которые косвенно противоречат вере, но гораздо больше, чем положения, выставленные мною и защищавшиеся философским образом. В 1583 году Бруно отправился в столицу Королевства Англия, город Лондон, где оставался в продолжение двух лет.

### Английский период (1583—1585)

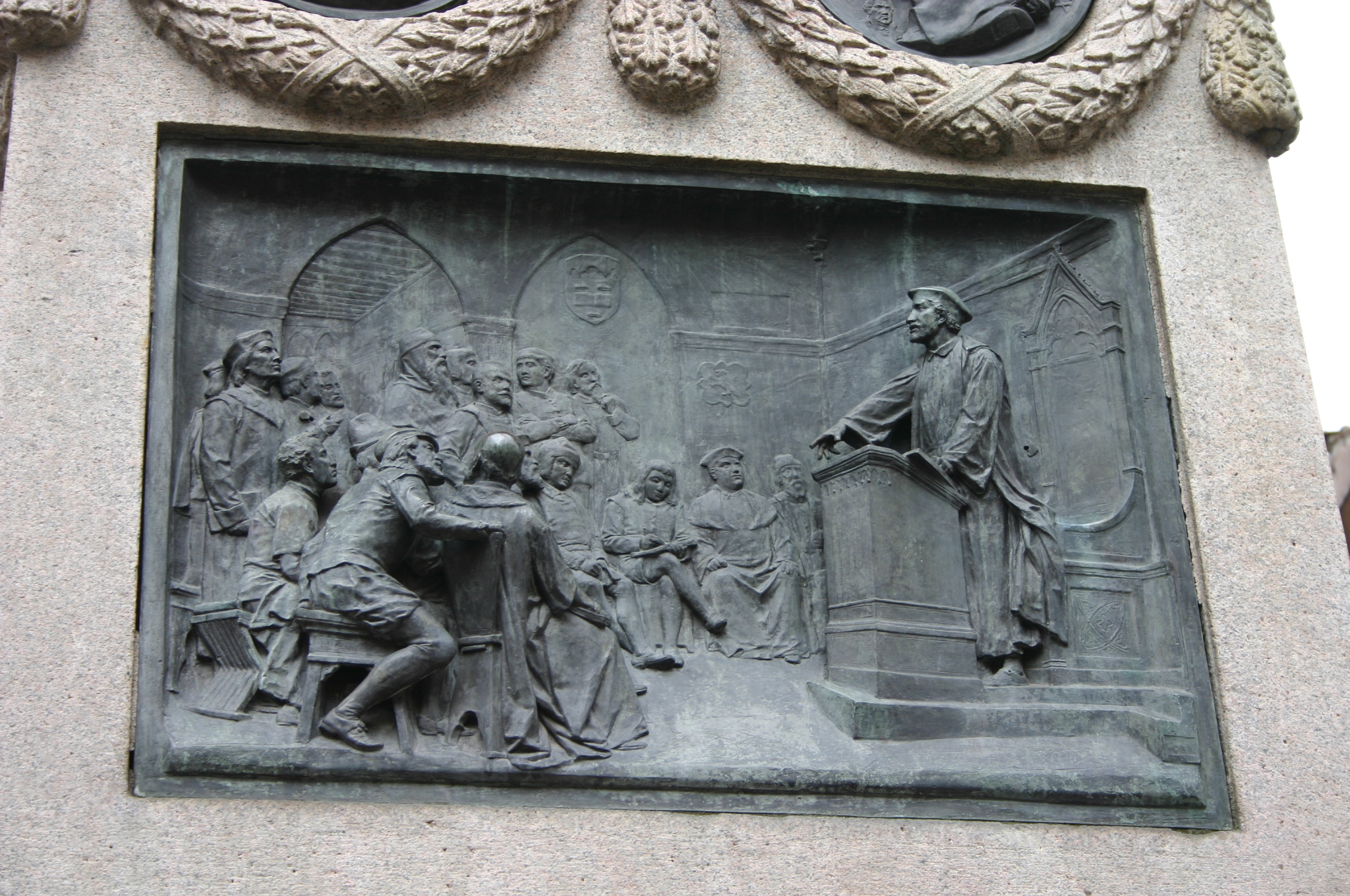
Диспут в Оксфорде, барельеф на постаменте памятника в Рииме

Член Тайного совета Англии Фрэнсис Уолсингем получил письмо, отправленное 28 марта 1583 года английским послом в Париже, в котором говорилось: «Синьор доктор Джордано Бруно Ноланец, профессор философии, о религиозных убеждениях которого не могу дать хорошего отзыва, намеревается ехать в Англию». Англия поддерживала протестантов и готовилась к войне с католической Испанией.
Сначала 35-летний философ жил в Лондоне под покровительством французского посланника Мишеля де Кастельно, сеньора де ла Мовисьера (фр. Michel de Castelnau Mauvissière), затем — в Оксфорде. В июне 1583 года, в честь посещения Оксфордского университета польским аристократом Альбрехтом Ласким, был проведён диспут о гелиоцентрической системе Коперника. Лаского сопровождал Роберт Дадли, граф Лестер. Джордж Эббот оставил воспоминания об этом диспуте. Не сумев опровергнуть Бруно в открытом споре, университетские власти запретили ему чтение лекций. После ссоры с местными профессорами вернулся в Лондон, где издал ряд трудов, среди которых один из главных — «О бесконечности, вселенной и мирах» (1584). Другие труды этого периода: «Пир на пепле», первый из шести итальянских философских диалогов Джордано Бруно, впервые опубликованный в Лондоне в 1584 г. На титульном листе не указаны ни место публикации, ни издатель, но учёные сходятся во мнении, что книга была напечатана в лондонской мастерской Джона Чарливуда (англ. John Charlewood). Книга разделена на пять диалогов, которым предшествует вступительное письмо. В ней изложено новое представление гелиоцентрической теории Коперника, выходящее за рамки теории последнего, но вместе с тем, включащее то, что Вселенная конечна и состоит из сферы неподвижных звезд. Бруно утверждал, что бесконечная и однородная Вселенная (как пространственно, так и материально), не имеющая центра, включает в себя бесконечное множество миров и бесчисленное количество солнечных систем.; «Изгнание торжествующего зверя», в котором он упоминает египетские верования; «Каббала пегасского коня» (или «Тайна Пегаса»; 1585); «Килленский осёл»; «О героическом энтузиазме» и другие.
Многие исследователи Джордано Бруно говорят о том, что во время пребывания в Лондоне он завязал дружеские отношения с сэром Филипом Сидни, которому Бруно посвятил две книги: «Изгнание торжествующего зверя» (1584) и «О героическом восторге» (1585), и сэром Фулком Гревиллем. На одном из собраний в доме Гревилля Бруно ознакомил присутствующих со своими взглядами на строение вселенной. Фулк Гревилль предложил Бруно устроить диспут, который тот впоследствии описал в книге «Пир на пепле» (1584). На диспуте были Джон Флорио, Мэтью Гвинн (англ. Matthew Gwinne) и Джон Браун. На допросе инквизиции в 1592 году Бруно показал, что все книги, на которых имеется указание, что они напечатаны в Венеции, на самом деле изданы в Англии, Указание, что они напечатаны в Венеции, сделано по желанию издателя, чтобы их легче было продавать. Почти все остальные изданы в Англии, если даже на них указано, что — в Париже или других местах.
В Англии Джордано Бруно пытался убедить высокопоставленных лиц Елизаветинского королевства в истинности идей Николая Коперника, согласно которым Солнце, а не Земля, находится в центре планетарной системы. Это было до того, как Галилео Галилей обобщил доктрину Коперника. В Англии ему так и не удалось распространить простую систему Коперника: ни Уильям Шекспир, ни Фрэнсис Бэкон не поддались его усилиям, и твёрдо следовали аристотелевской системе, считая Солнце одной из планет, вращающейся подобно остальным, вокруг Земли. Только Уильям Гилберт, врач и физик, принял за истину систему Коперника и опытным путём пришёл к выводу, что Земля является огромным магнитом. Он определил, что Земля управляется силами магнетизма при движении.

### Возвращение на континент (1585)
В 1585 году началась Англо-испанская война. Французский посол Мишель де Кастельно, сеньор де ла Мовисьер был втянут в заговор, организованный Испанией, запутался в долгах и интригах и в июле 1585 года был отстранён от должности. В октябре 1585 года Бруно возвратился в Париж в свите посла Мишеля де Кастельно, сеньора де ла Мовисьера. Там он издал курс лекций по «Физике» Аристотеля. Библиотекарь аббатства Сен-Виктор в Париже Гийом Котэн (или Гильом Котен) записал свои беседы с Бруно 21 декабря 1585 года. Дневники Котена были открыты французским историком Л. Орей. Люсьен Орей опубликовал их в «Mémoires de la société de l'histoire de Paris», т. XXVII, 1900.
28 мая 1586 года в коллеже де Камбре (фр. Collège de Cambrai) в Париже состоялся диспут Бруно выступил с защитой 120 тезисов, направленных против основных положений «Физики» Аристотеля и его трактата «О небе». От имени Бруно, как полагалось по обычаю, выступил его ученик Жан Эннекен (Jean Hennequin). На следующий день, когда Бруно должен был отвечать на возражения, он не явился. 
В июне 1586 года Бруно переехал в Священную Римскую империю, где безуспешно искал работу в городах Майнц и Висбаден (Майнцское курфюршество). 
Вскоре после зачисления 25 июля 1586 года в штат Марбургского университета в городе Марбурге (Ландграфство Гессен-Марбург) в качестве доктора римского богословия, ректор Пётр Нигидий (нем. Petrus Nigidius (Philosoph)) запретил ему читать лекции .
Оттуда он переехал в город Виттенберг (Курфюршество Саксония). Там было две партии: философы кальвинисты и богословы лютеране, к которой примыкал доктор Альберико Джентили, профессор права, с которым Бруно познакомился ещё в Англии. Он помог Бруно получить курс лекций по «Органону» Аристотеля. 20 августа 1586 года Джордано Бруно был записан в книгу университета ректором Петром Альбином (англ. Petrus Albinus). Два года (1586—1588) Бруно читая лекции. Лютеран поддерживал курфюрст Август I, но после его смерти 11 февраля 1586 года позиции кальвинистов усилились, их стал поддерживать курфюрст Кристиан I, сын Августа. Бруно решил уехать. При отъезде он 18 сентября 1588 года произнёс горячую похвальную речь Лютеру.
В 1588 году 40-летний Бруно переехал в столицу Священной Римской империи город Прагу, где провёл шесть месяцев. Там его литературная деятельность концентрировалась на сочинениях на тему магии, особенно его труд «De magia naturali», в котором он описал девять различных форм магии:
1. магия мудрецов[22];
2. медико-алхимическая;
3. волшебная;
4. естественная;
5. математическая или оккультная;
6. демоническая;
7. некромантическая;
8. губительно-зловредная;
9. пророческая[9].

В Праге Бруно напечатал книгу о геометрии и представил её императору Рудольфу II. В книге было 160 тезисов против ошибок математиков и философов того времени. Ему было выдано в награду 300 талеров. В Пражском университете «Карлов университет» преобладали иезуиты и доминиканцы, которые не дали ему преподавательскую лицензию.
С 13 января 1589 года он преподавал в Хельмштедтском университете «Academia Julia» в городе Хельмштедте (Герцогство Брауншвейг-Люнебург). Он не был принят в члены университета и не получил права читать лекции. Ему разрешили только вести вольные семинары. 3 мая 1589 года умер герцог Юлий. Бруно произнес речь при его погребении. Герцог Генрих Юлий, сын покойного, выдал Бруно в награду 80 скудо. Осенью 1589 года Бруно был отлучен от церкви суперинтендентом лютеранской церкви Генрихом Боэцием (нем. Heinrich Boethius). Об этом свидетельствует письмо Бруно к ректору университета Даниэлю Гофману (нем. Daniel Hofmann (Theologe)) от 6 октября 1589 года, в котором он выразил протест против отлучения его от церкви. Сохранилось письмо Иеронима Беслера  своему дяде врачу Вольфгангу Цейлейзену от 22 апреля 1590 года о том, что он и Джордано Бруно не смогли выехать из Хельмштедта из-за отсутствия дорожных повозок и чрезмерных запросов возниц.
В 1590 году Бруно приехал в имперский город Франкфурт-на-Майне. 2 июля 1590 года Бруно, обратился к сенату города с просьбой разрешить поселиться на несколько недель в здании типографии «Иоганн Вехель». Бургомистр отклонил прошение. Издательство Вехеля раньше находилось в Париже, Бруно был знаком с ним. В 1569 году парижский парламент предал Андреаса Вехеля суду по обвинению в издании протестантской и враждебной церкви литературы; типография была разгромлена, а книги сожжены. Накануне Варфоломеевской ночи (23/24 августа 1572 года) Андреас Вехель был внесён в списки гугенотов, подлежащих убийству. В это время у него в доме был приехавший из Англии сэр Филип Сидни. Они были предупреждены об опасности и спаслись, переселившись во дворец английского посла Фрэнсиса Уолсингема. Затем уехали во Франкфурт, где Вехель восстановил свое издательство. Он умер в 1591 году, а его зять Жан Обри продолжил издавать книги под маркой «Иоганн Вехель». Бруно около шести месяцев жил в кармелитском монастыре (нем. Karmeliterkloster (Frankfurt am Main)) и опубликовал у Вехеля свою философскую поэтическую трилогию «О тройном наименьшем и об измерении», «О монаде, числе и фигуре» и «О безмерном и бесчисленном». Бруно сделал рисунки для издания и сам держал корректуру своих трудов. Книгу «О тройном наименьшем и об измерении» разрешено печатать младшим консулом Н. Грифием 17 марта 1591 года. Остальные книги вышли, по-видимому, без цензурного разрешения (в архивах Франкфурта не найдено других разрешений на его книги).
В конце 1590 года был вынужден спешно покинуть Франкфурт и уехать в город Цюрих Швейцарского союза к своему ученику Иоганну Генриху Гейнцелю фон Дегерштейну (Heinzel von Tägernstein (также Degelstein или Degerstein)). Бруно провел здесь несколько месяцев в кругу ученых, объединенных Гайнцелем.
В сентябре или октябре 1591 года Бруно вернулся в Италию и стал преподавать в Падуанском университете в городе Падуя Светлейшей Республики Венеция. В сохранившихся письмах Валенс Ацидалий интересуется у адресатов действительно ли Бруно осмелился вернуться в Италию.

### Суд и казнь (1592—1600)
В 1591 году Бруно принял приглашение от молодого венецианского аристократа Джованни Зуане Мочениго по обучению искусству памяти и переехал в Венецию. Там Бруно не выступал публично, он ограничился беседами в книжных лавках, университетских аудиториях и в частных академиях, где обычно собирались гуманисты. Некоторые биографы Джордано Бруно полагают, что он был знаком с Паоло Сарпи, идеологом политики ограничения влияния церкви в Венеции, но этому нет подтверждения в документах. Вскоре отношения Бруно и Мочениго испортились.
23 мая 1592 года Мочениго направил венецианскому инквизитору свой первый донос на Бруно, в котором писал[уточнить]:

Я, Джованни Мочениго, доношу по долгу совести и по приказанию духовника, что много раз слышал от Джордано Бруно, когда беседовал с ним в своём доме, что мир вечен и существуют бесконечные миры… что Христос совершал мнимые чудеса и был магом, что Христос умирал не по доброй воле и, насколько мог, старался избежать смерти; что возмездия за грехи не существует; что души, сотворённые природой, переходят из одного живого существа в другое. Он рассказывал о своём намерении стать основателем новой секты под названием «новая философия». Он говорил, что Дева Мария не могла родить; монахи позорят мир; что все они — ослы; что у нас нет доказательств, имеет ли наша вера заслуги перед Богом.

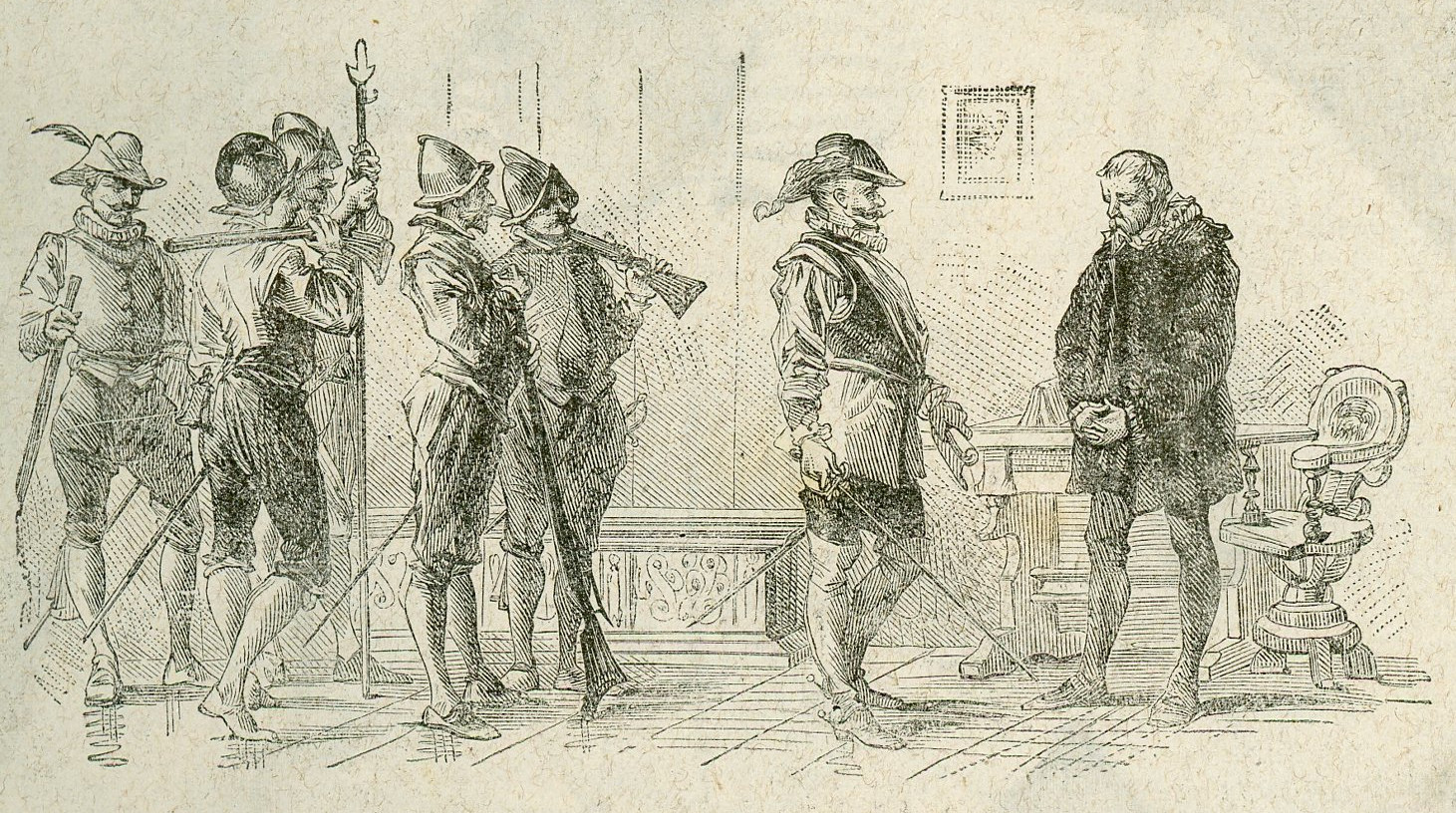
Арест Бруно в Венеции, иллюстрация из журнала «L’ Illustrazione Popolare», выпускаемого издательством Fratelli Treves, Милан, 15 февраля 1885 года, стр. 99

В тот же день вечером философ был арестован и заключён в тюрьму инквизиции в Венеции.
25 и 26 мая 1592 года Мочениго направил новые доносы на Бруно. Сохранились протоколы 7 допросов в Венеции. Первый допрос был 26 мая 1592 года, председатель — Алоизи Фоскари. Бруно рассказал свою биографию до отъезда в Республику Ноли. 26 мая 1592 года были допрошены  проживавший в Венеции сиенский книготорговец Джамбаттиста Чотто и венецианский книготорговец Джакомо Бертано. Они не подтвердили основного содержания доносов Джованни Мочениго, но сообщили, что Джордано слывёт человеком неверующим. Второй допрос был 30 мая 1592 года. Бруно рассказал окончание биографии. 
Третий допрос был 2 июня 1592 года, новым председателем стал Себастиан Барбариго. Бруно составил список всех своих напечатанных книг, а также написанных, но еще не изданных работ, которые намеревался пересмотреть, чтобы издать, когда представится случай (список не сохранился). Все книги, на которых имеется указание, что они напечатаны в Венеции, на самом деле изданы в Англии, Указание, что они напечатаны в Венеции, сделано по желанию издателя, чтобы их легче было продавать. Почти все остальные изданы в Англии, если даже на них указано, что — в Париже или других местах. Бруно заявил: «Существует бесконечная вселенная, созданная бесконечным божественным могуществом. Ибо я считаю недостойным благости и могущества божества мнение, будто оно, обладая способностью создать, кроме этого мира, другой и другие бесконечные миры, создало конечный мир». Бруно провозгласил существование бесчисленных отдельных миров, подобных миру этой Земли. Он полагал что в божестве все его атрибуты составляют одно и то же. Есть три атрибута: могущество, мудрость и благость, иначе говоря,— ум, интеллект и любовь, благодаря которым вещи имеют, во-первых, существование (действие разума), далее — упорядоченное и обособленное существование (действие интеллекта) и, в-третьих, согласие и симметрию (действие любви). На вопрос о Троице Бруно ответил, что не мог уразуметь, каким образом Сын и Святой Дух могут быть отличными от Отца, иначе, как на основании изложенного ранее философского взгляда, т. е. называя интеллект Отца Сыном, а его любовь — Духом Святым. Такого взгляда Бруно держался с восемнадцатилетнего возраста до настоящего времени. Но свое отрицание никогда не высказывал, а только сомневался наедине с собой. А про Первое лицо сказал, что веровал и без всяких колебаний придерживался всего того, во что должен веровать и чего должен держаться каждый верный христианин относительно Первого лица. Что касается Второго лица, Бруно признавал его тем же самым по сущности, что и Первое лицо, как и Третье лицо, ибо по своей сущности они неотличимы и потому не могут терпеть неравенства, а потому-то и все атрибуты, подобающие Отцу, подобают также Сыну и Святому Духу. Бруно сомневался только, каким образом Второе лицо могло воплотиться. Относительно Второго лица Бруно излагал чужие мнения: Ария, Савеллия и их последователей. 
Четвёртый допрос был 2 июня 1592 года. Инквизиторы выясняли, какого мнения Бруно держался о Христе. Бруно полагал, что божественное Слово присутствовало в человеческой сущности Христа личным образом, но был не в состоянии себе представить, чтобы имело место такое соединение, которое было бы подобно душе и телу. Бруно полагал, что было такого рода присутствие, благодаря которому можно сказать об этом человеке, что он — божество, и об этом божестве, что оно — человек. Основанием для этого является то, что между бесконечной божественной сущностью и конечной человеческой нет такого соотношения, как между душой и телом или какими бы то ни было иными предметами, которые могут образовать единую сущность. Бруно сказал, что прошло уже приблизительно шестнадцать лет с тех пор, как он в последний раз являлся к духовнику, за исключением двух случаев: однажды был у какого-то иезуита в Тулузе, другой раз —  у иезуита в Париже. Бруно обращался к монсиньору епископу Бергамо Джероламо Рагаццони, тогдашнему нунцию в Париже, и дону Бернардино де Мендоса и сообщал им свое намерение вернуться в монашество, чтобы покаяться. Они сказали, что не могут дать отпущения, так как Бруно — отступник и не смеет присутствовать при богослужении. Ввиду этого Бруно не мог исповедоваться и бывать у обедни. Однако он всегда питал намерение добиться снятия отлучения, чтобы жить по-христиански и в монашестве. Бруно держался мнения, что души бессмертны, представляют собой подлинные существа, самостоятельные субстанции, т. е. интеллектуальные души. Они не переходят из одного тела в другое, но идут в Рай, Чистилище или Ад. Бруно обдумывал это учение с точки зрения философии и защищал тот взгляд, что если душа может существовать без тела или находиться в одном теле, то она может находиться в другом теле и переходить из одного тела в другое, что соответствовало взгляду Пифагора. Бруно читал из любознательности книги Филиппа Меланхтона, Жана Кальвина, Мартина Лютера, Раймунда Луллия и других еретиков и осуждает их.
Пятый допрос был 3 июня 1592 года. Бруно сказал, что находился в еретических странах, был в общении с еретиками и жил, как они, пил и ел всё и во всякое время, т. е. в пятницу и субботу, в Великий пост и во всякое иное запретное время, ел мясо, как поступали они. Много раз даже не знал, в какие дни это было,— в пост, пятницу или субботу. Бруно считал благочестивым делом соблюдение постов и воздержании от мяса и запрещенной пищи в определенные дни. Бруно сказал, что человеческое начало представлялось ему в Троице как нечто дополнительное, как четвертая составная часть, наподобие того, как это, понимал аббат Иоахим дель Фиоре. Позднее Бруно склонялся к тому, чему верит церковь, не считая возможным допускать вместе с аббатом Иоахимом четверицу, так как недостойным счислять конечное и бесконечное одно наравне с другим. Бруно сказал, что всегда презирал книги о заклинаниях, и не держал их у себя, но намеревался изучить юдициарную астрологию с целью выяснить, заключается ли в ней какая-либо истина и пригодна ли она к чему-нибудь.
Шестой допрос был 4 июня 1592 года. Бруно прослушал протокол всех своих показаний, и не намерен ни убавлять, ни добавлять что-либо. Своим врагом Бруно не считает никого, кроме Джованни Мочениго, его домашних и слуг. Он нанес Бруно тягчайшее оскорбление, обесчестил, отнял вещи, арестовал своего гостя в собственном доме, ограбил все рукописи, книги и остальные вещи. Он поступил так по той причине, что не только хотел научиться у Бруно всему, но хотел чтобы Бруно не мог научить этому кого бы то ни было другого.
Седьмой допрос был 30 июля 1592 года. Председателем стал Джованни Суперанцио. Инквизиторы сказали, что отступничество в течение столь длительного времени ставит Бруно под очень большое подозрение в отношении святой веры, ибо он так долго с пренебрежением относился к наложенному отлучению. Отсюда вытекает, что у Бруно могли быть преступные взгляды и по другим вопросам, кроме тех, о которых он дал показания. Бруно попросил наложить любое покаяние, даже превосходящее по тяжести обычное покаяние, но не такое, которое могло бы публично опозорить его и осквернить святую монашескую одежду, которую он носил.
С сентября 1592 года сокамерником Бруно был обвиняемый в ереси клирик и субдиакон ордена капуцинов брат Челестино из Вероны (Джованни Антонио ди Латтанци Арригони из Вероны). Летом 1593 года Челестино подал донос, в котором сообщал что Бруно говорил:
1. что Христос не был распят на кресте, а был подвешен на столбе с перекладиной, в форме костыля, который тогда употребляли, называя виселицей;
2. что Христос совершал смертный грех, когда творил молитву в саду, отрекаясь от воли Отца;
3. что Ада нет, и никто не осужден на муки вечные, но со временем все спасутся, вплоть до демонов, ссылаясь на Псалом 84;
4. что имеется множество миров, что все звёзды — это миры, и что величайшее невежество — верить, что существует только этот мир;
5. что мир не был создан Богом, но был вечно, и что об этом говорится в его книгах;
6. что Каин был честным человеком и поделом убил своего брата Авеля, ибо тот был злодей и палач животных;
7. что Моисей был коварнейшим магом и легко победил магов фараона, будучи более опытным в магическом искусстве. И что он лгал, будто бы говорил с богом на горе Синай, и что данный им еврейскому народу закон был выдуман и измышлен им самим;
8. что все пророки были коварными людьми, лжецами и обманщиками и поэтому так скверно кончили, а именно осуждены на позорную смерть, как того заслужили;
9. что нельзя доказать ничего из того, во что верует церковь.

Брат Челестино указал свидетелей-сокамерников: монаха ордена кармелитов брата Джулио де Сало, плотника Франческо Вайа из Неаполя (умер вскоре после первой серии допросов соседей Бруно по камере) и Маттео де Сильвестрис де Орио (приговорён на галеры сроком на 10 лет). Ещё сокамерниками были Маттео Дзаго, Пьерфранческо Комаскьо и вновь впавший в ересь Франческо Грациано Хромой, родом из Удине. 27 марта 1593 года был приговорен к пожизненному заключению. Был вызван в Рим в конце 1593 года для дачи показаний по делу Бруно и дважды допрошен, а в феврале 1598 года был освобождён из заключения. Он сообщил, что Бруно говорил обедня — это кощунство, ибо в ней хлеб не пресуществляется в тело Христово и что цари не поклонялись Христу, ему поклонялись только пастухи и простой народ, а три волхва не были царями. Показания Мочениго, Челестино и Грациано дали инквизиции основной материал против Бруно.
Сохранилась переписка Рима и Венеции о выдаче Джордано Бруно.
17 сентября 1592 года из Рима поступило требование генерального инквизитора кардинала Джулио Антонио Сантори (итал. Giulio Antonio Santori), епископа Палестринского и Сансеверинского к трибуналу венецианской инквизиции о выдаче Бруно для суда над ним в Риме. Джордано Бруно Ноланец, обвиненный не только как еретик, но как ересиарх, написавший различные книги, в которых усиленно восхвалял королеву Англии и других государей-еретиков, писавших разные вещи, относящиеся, в частности, к религии, и неподобающие, хотя он говорил философски. Это — отступник, первоначально бывший братом-доминиканцем.
3 октября 1592 года правительство Венеции отказалось выдать Бруно, так как он должен быть судим трибуналом, задержавшим его и ведущим дело. Это серьезнейшим образом нарушает права и колеблет авторитет трибунала. Пример с одним преступником должен будет распространяться и на другие случаи в дальнейшем и причинит огромный ущерб правам наших подданных.
22 декабря 1592 года в Совете Мудрых (Совет десяти) зачитано письмо посла Венеции в Ватикане синьора прокуратора Леонардо Донато о просьбе Папы Климента VIII отправить Бруно в Рим. Бруно — неаполитанец, а не подданный Венецианского государства, а трибунал Рима есть глава и высшая инстанция для всех остальных трибуналов.
7 января 1593 года светлейший синьор прокуратор Фериго Контарини, приглашенный в превосходительнейшую коллегию по приказанию светлейшего дожа Венеции Паскуале Чиконья доложил о преступлениях Бруно. При голосовании по вопросу о выдаче Джордано Бруно большинство вместе с дожем Паскуале Чиконья предпочли сохранение мира с Римом (Папа угрожал наложить интердикт (отлучение) на всю Светлейшую Республику Венеция). Общественное влияние обвиняемого, число и характер ересей, в которых он подозревался, были так велики, что венецианская инквизиция не отважилась сама окончить этот процесс. По мнению Альфреда Штекли, выдача Бруно стала результатом политических взаимоотношений Венеции и Рима, вошедших в конфликт по проблеме «фуорушити».
16 января 1593 года было письмо посла Поло Парута дожу Венеции о радости папы Климента VIII
по поводу выдачи ему Джордано Бруно.
27 февраля 1593 года Бруно был перевезён в Рим. Помимо почти года в тюрьме Венеции, в римских тюрьмах он провёл семь лет, не соглашаясь признать свои натурфилософские и метафизические убеждения ошибкой. Допросы с восьмого по шестнадцатый были в Риме в 1594 году, семнадцатый — в конце марта 1597 года. На девятом допросе показал, что верует в вечность адских мук, также и для демонов, и в то, что демоны никогда не спасутся. На десятом допросе сказал, что он всегда веровал в Христа, его страдания и смерть, при этом говорил, что крест не имел четырех равных концов, как его принято изображать, и что его священное значение было взято у древних, при этом цитировал трактат Марсилио Фичино «О сравнении жизни небес». Бруно так же сказал, что Моисей был опытен во всех науках египтян и превзошёл науку египетских магов. Бруно отрицал, что осуждал пророков. На двенадцатом допросе отвечал о сотворении мира. На тринадцатом допросе отрицал, что осуждал католическую веру и дурно думал о ней. На четырнадцатом допросе отвечал относительно множества миров и сказал, что существуют бесконечные миры в бесконечном пустом пространстве, и приводил доказательства. На семнадцатом допросе был спрошен относительно троицы и о множественности миров, ответ Бруно совпал с его предыдущими ответами на эти вопросы. Протоколы допросов в Риме не опубликованы (возможно, не сохранились).
В 1597 году агентами Инквизиции был похищен в протестантской Республике Соединённых провинций (ныне Нидерланды) высокопоставленный чиновник Ван Хаарт и переправлен в Рим для очной ставки с Бруно.
18 января 1599 года в конгрегации прелатов, заседавшей в святой службе, был предоставлен шестидневный срок для размышления, чтобы затем Бруно ответил, намерен ли отречься от своих еретических положений, или нет. Бруно не верил в:
1. Воплощенное бытие слова
2. Непорочное зачатие Девы Марии
3. Пресуществление хлеба и вина в плоть и кровь Христа
4. Триединство Бога
5. Триединство Святого Духа
6. Буквальную истину Святого письма
7. Бруно также отвергал поклонение святым
8. Бруно учил движению Земли и наличию многочисленных населенных планет[32].

Он учил самым чудовищным и бессмысленным вещам, например, что миры бесчисленны, что душа переселяется из одного тела в другое и даже в другой мир, что одна душа может находиться в двух телах, что магия хорошая и дозволенная вещь, что Дух Святой не что иное, как душа мира, и что именно это и подразумевал Моисей, когда говорил, что ему подчиняются воды и мир вечен. Моисей совершал свои чудеса посредством магии и преуспевал в ней больше, чем остальные египтяне, что Моисей выдумал свои законы, что Священное Писание есть призрак, что дьявол будет спасён. От Адама и Евы он выводит родословную одних только евреев. Остальные люди происходят от тех двоих, кого Бог сотворил днем раньше. Христос — не Бог, был знаменитым магом… и за это по заслугам повешен, а не распят. Пророки и апостолы были негодными людьми, магами, и многие из них повешены. Чтобы выразить одним словом — он защищал все без исключения ереси, когда-либо проповедовавшиеся.Каспар Шоппе. 
Из письма ректору Альтдорфского университета от 17 февраля 1600 года.

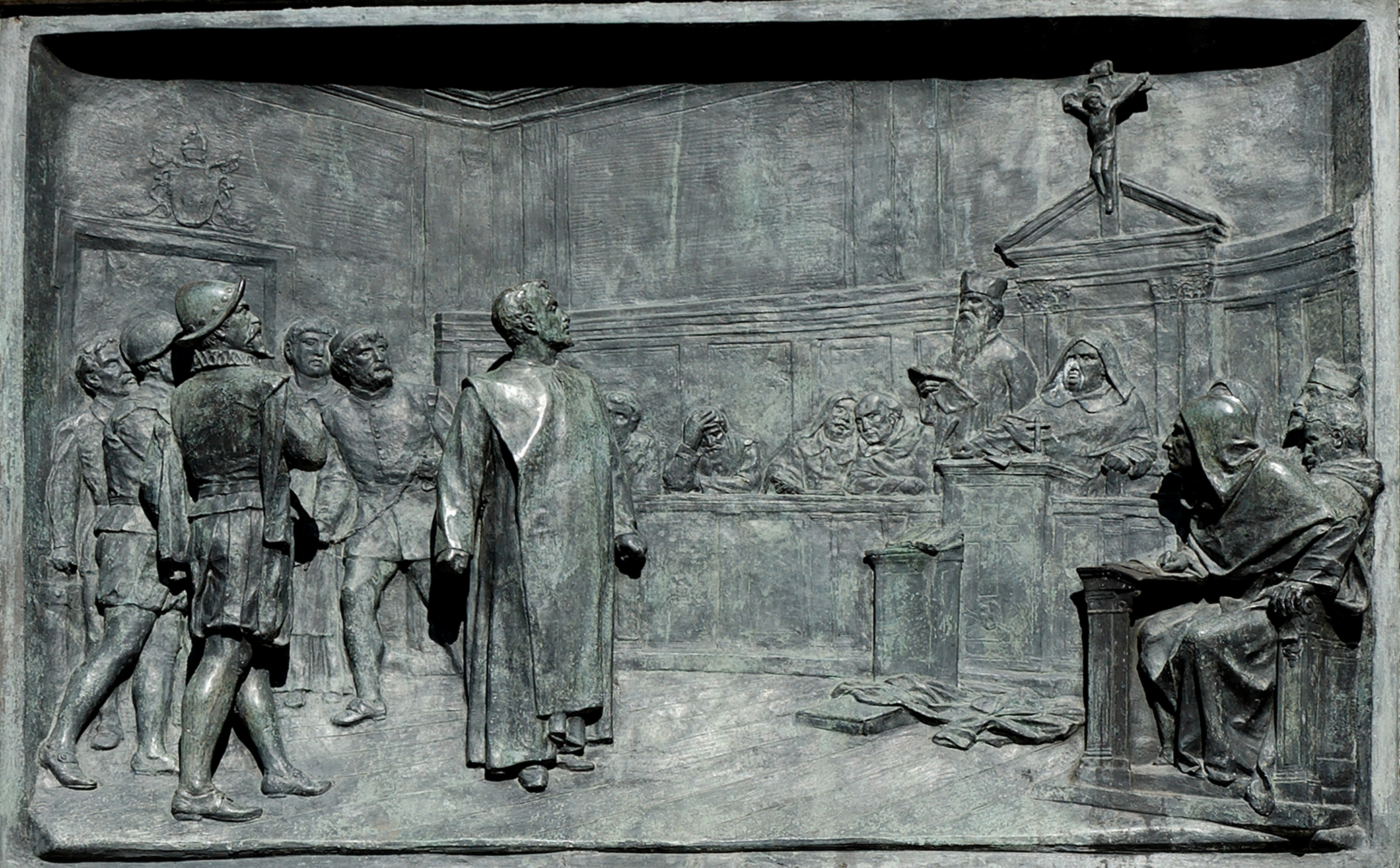
Вынесение приговора Бруно, барельеф на постаменте памятника в Рииме

25 января 1599 года та же конгрегация вновь заседала в установленном месте, и Бруно ответил, что готов взять назад свои утверждения, если апостольский престол и его святейшество наш владыка признают эти восемь положений окончательно еретическими, или если его святейшество признает их таковыми, или, по наитию Свтого Духа, определит их как таковые.
4 февраля 1599 года, было постановлено снова предъявить Бруно указанные восемь положений.
15 февраля 1599 года Бруно предложено признать восемь положений еретическими отречься, что бы его приняли в покаяние.
10 сентября 1599 года Бруно был предоставлен сорокадневный срок для покаяния. Несмотря на это, он упорно и нераскаянно держался своих заблуждений и ересей. Посему были уполномочены брат Ипполито Мариа Беккариа, генерал и брат Паоло Исарезио делла Мирандола, прокуратор ордена доминиканцев, чтобы они убеждали и увещевали признать свои тягчайшие заблуждения и ереси. Несмотря на это, Бруно оставался настойчивым, упорным, непреклонным в упомянутых своих лживых и еретических мнениях.
20 января 1600 года Конгрегация службы святой римской и вселенской инквизиции прошла в Апостолическом дворце в присутствии святейшего папы Климента VIII и кардиналов генеральных инквизиторов. В ней принимали участие: кардинал Лодовико Мадруцци (итал. Ludovico Madruzzo), епископ Сабинский; кардинал Джулио Антонио Сантори (итал. Giulio Antonio Santori), епископ Палестринский и Сансеверинский; кардинал Пьетро Деза (итал. Pedro de Deza Manuel), титулярная базилика Сан-Лоренцо-ин-Лучина; кардинал Доменико Пинелли (итал. Domenico Pinelli), Камерленго Коллегии кардиналов, титулярная церковь св. Златоуста; кардинал Джеронимо Бернерио (итал. Girolamo Bernerio), титулярная церковь Санта-Мария-сопра-Минерва; кардинал Камилло Боргезе, титулярная церковь Санти-Джованни-э-Паоло, будущий Папа Павел V; кардинал Помпео Арригони (итал. Pompeo Arrigoni), титулярная церковь Санта-Бальбина; кардинал Роберт Беллармин титулярная церковь Санта-Мария-ин-Виа. Достопочтенные отцы: Альберто Трагальоло, епископ Термолийский, генеральный комиссарий святой службы; Ипполито Мариа Беккариа а Монтерегали, генеральный магистр ордена проповедников; Пьетро Миллино из Рима, Марчелло Филонардо, асессор святой службы, Джулио Монтеренцо из Болоньи, прокуратор-фискал и  Фламиний Адриан, нотарий святой римской и вселенской инквизиции. Папа Климент VIII одобрил решение конгрегации и постановил передать брата Джордано в руки светской власти.
8 февраля 1600 года Джордано Бруно был объявлен нераскаянным, упорным и непреклонным еретиком, извержен словесно из духовного сана; его книги и писания, как еретические и ошибочные, заключающие в себе многочисленные ереси и заблуждения были внесены в Индекс запрещённых книг. Это провозгласили кардиналы генеральные инквизиторы: Лодовико Мадруцци (итал. Ludovico Madruzzo), епископ Сабинский; Джулио Антонио Сантори (итал. Giulio Antonio Santori), епископ Палестринский и Сансеверинский; Пьетро Деза (итал. Pedro de Deza Manuel), титулярная базилика Сан-Лоренцо-ин-Лучина; Доменико Пинелли (итал. Domenico Pinelli), Камерленго Коллегии кардиналов, титулярная церковь св. Златоуста; Джеронимо Бернерио (итал. Girolamo Bernerio), титулярная церковь Санта-Мария-сопра-Минерва; Паоло Эмилио Сфондрати, титулярная базилика Святой Цецилии; Лючио Сассо (итал. Lucio Sassi), титулярная церковь Санти-Кирико-э-Джулитта; Камилло Боргезе, титулярная церковь Санти-Джованни-э-Паоло, будущий Папа Павел V; Помпео Арригони (итал. Pompeo Arrigoni), титулярная церковь Санта-Бальбина; Роберт Беллармин титулярная церковь Санта-Мария-ин-Виа.

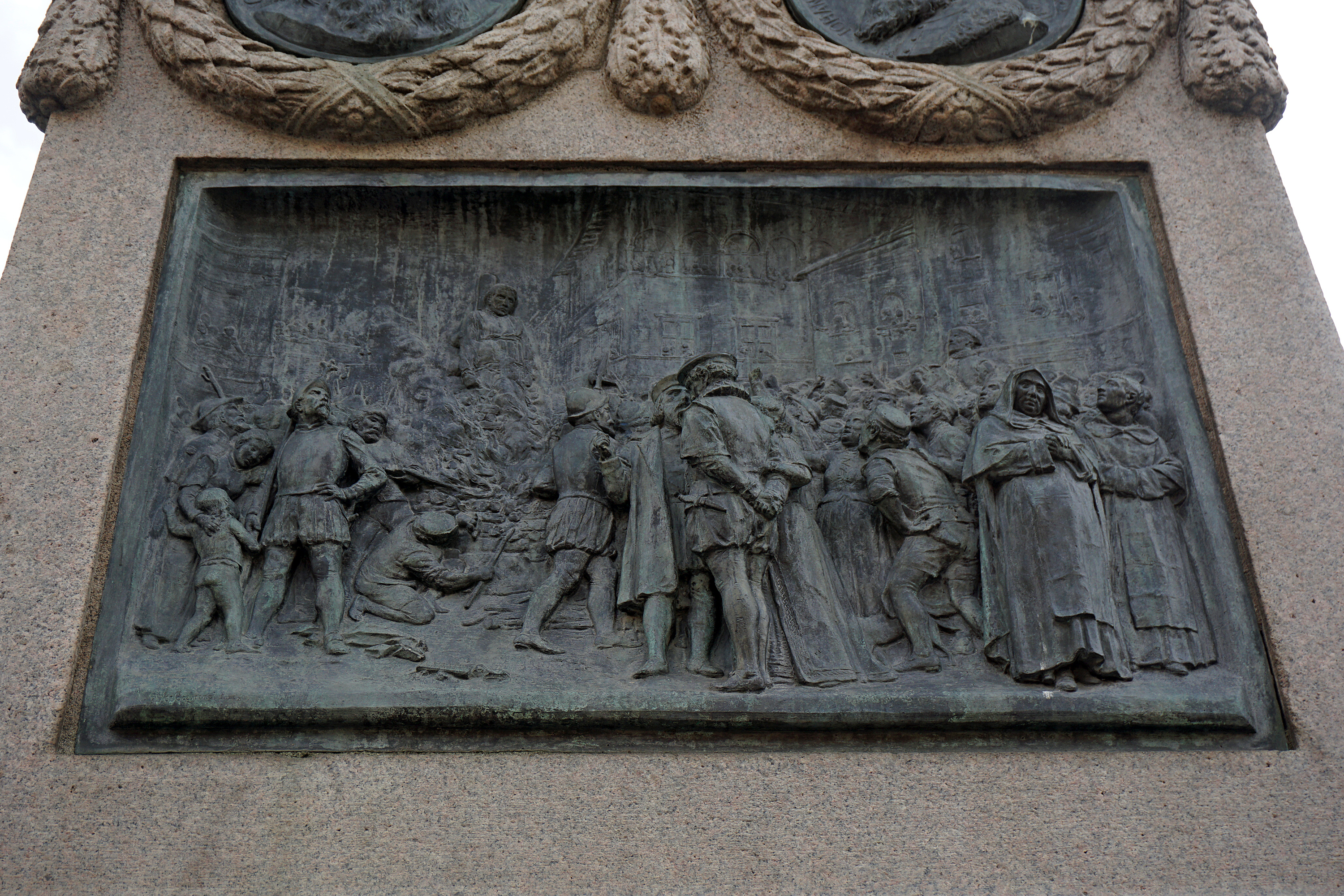
Казнь Бруно, барельеф на постаменте памятника в Рииме

9 февраля 1600 года Бруно передали на суд губернатора Рима, поручая подвергнуть его «наказанию без пролития крови»[уточнить], что означало требование сжечь живым. Граф Вентимилья сообщает, что Бруно обратился к судьям со словами: “«Вероятно, вы с бо́льшим страхом выносите мне приговор, чем я его выслушиваю», и перед смертью убеждал графа Вентимилья «следовать по его славному пути, уклоняясь от заблуждений и суеверий». Эта информация взята из рукописи капитана Манчини, принадлежащей профессору Пьерантони. О графе Вентимилья ничего неизвестно, кроме этого сообщения.
В дошедшем до нас смертном приговоре не упоминаются гелиоцентрическая система и вообще наука.Гелиоцентрическая система мира, предложенная Николаем Коперником была запрещена католической церковью только в 1616 году при папе Павле V.
По решению светского суда 17 февраля 1600 года Джордано Бруно предали сожжению в на площади Цветов (Кампо деи Фиори; итал. Campo dei Fiori) в городе Риме Папской области. Палачи привели Бруно на место казни, привязали к столбу, что находился в центре костра, железной цепью и перетянули мокрой верёвкой, которая под действием огня стягивалась и врезалась в тело. Последними словами Бруно были: «Я умираю мучеником добровольно и знаю, что моя душа с последним вздохом вознесётся в рай»[уточнить]. Пепел костра сбросили в реку Тибр.
Все произведения Джордано Бруно были занесены в 1600 году в католический Индекс запрещённых книг и были в нём до его последнего издания 1948 года.

## Посмертное признание

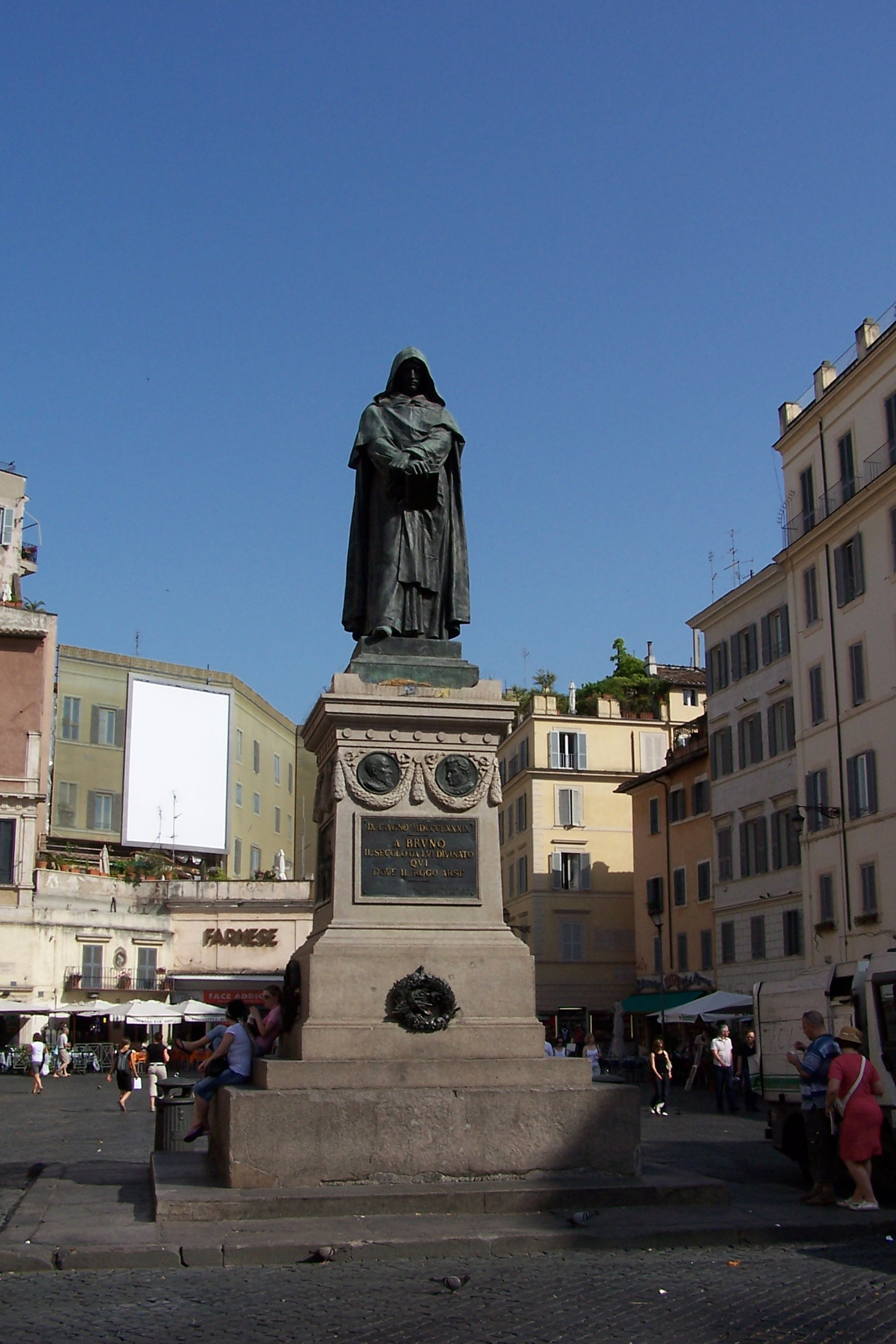
Памятник Джордано Бруно в Риме на Кампо деи Фиори, месте его казни

Дени Дидро написал статью о Бруно и опубликовал её в 1766 году в крупнейшем справочном издании Франции «Энциклопедия, или Толковый словарь наук, искусств и ремёсел» том 8 стр. 881.
В 1848 году произошла Революция в Австрийской империи. 23 марта в Венеции была провозглашена Республика Святого Марка. Во время краткого её существования палеограф Чезаре Фукар получил из архива венецианского Совета Мудрых ряд документов, и в том числе материалы процесса Бруно. Выписки из этих документов оказались крайне востребованы общественностью. 9 февраля 1849 года была провозглашена Римская республика. В качестве одного из элементов антипапской пропаганды была произведена установка памятника Бруно. После разгрома Римской республики, Папа Пий IX вернулся в Рим и повелел уничтожить этот памятник.
В 1862 году Чезаре Фукар передал свои выписки члену Палаты депутатов Королевства Италия Доменико Берти. В 1868 году он опубликовал книгу «Жизнь Джордано Бруно да Нола». Дело Джордано Бруно было опубликовано в 1942 году.
9 июня 1889 года в Риме был торжественно открыт памятник на той самой площади Цветов, на которой инквизиция за 289 лет до того предала его казни. Церемония открытия превратилась в шумную противопапскую демонстрацию. Статуя изображает Бруно во весь рост. Внизу на постаменте надпись: «Джордано Бруно — от столетия, которое он предвидел, на том месте, где был зажжён костёр».
На 400-летие смерти Бруно (2000 год) кардинал Анджело Содано назвал казнь Бруно «печальным эпизодом», но тем не менее указал на верность действий инквизиторов, которые, по его словам, «сделали всё возможное, чтобы сохранить ему жизнь». Глава Римско-католической церкви также отказался рассмотреть вопрос о его реабилитации, считая действия инквизиторов оправданными.

## Взгляды и творчество

### Философия
В своих произведениях Бруно часто обращался к имени Гермеса Трисмегиста. Представление о Бруно как о герметике и «ренессансном маге» содержится в работе Фрэнсис Йейтс «Джордано Бруно и герметическая традиция» (1964). В более поздних исследованиях этот тезис подвергался критике[уточнить], хотя определённое влияние герметизма на Бруно не отрицается.
Бруно трижды упоминает неаполитанского философа Бернардино Телезио Козенцкого. В своих трудах «О причине, начале и едином» и «О монаде, числе и фигуре» Бруно развил его теории о влажной природе огня, которой противопоставляется холодное и сухое начало земли. Джордано Бруно доказывал, что на небесах можно найти то же самое, что на земле: те же элементы, те же движущие силы, те же законы природы, те же возможности развития живых существ.

### Мнемоника

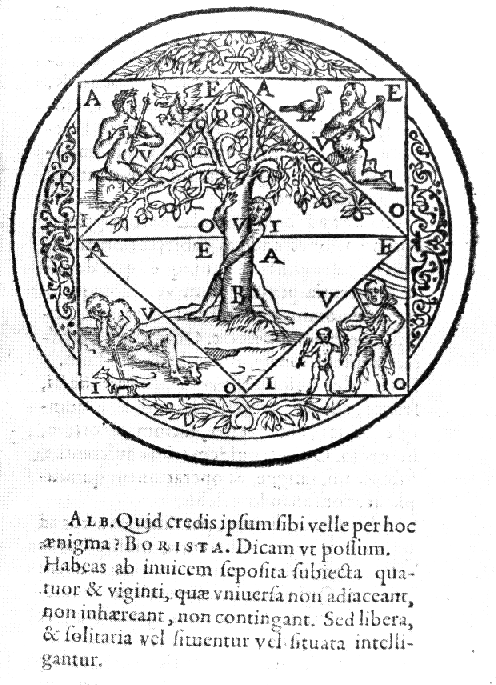
Гравюра, иллюстрирующая одно из мнемонических устройств Джордано Бруно. В антрвольтах изображены четыре классических элемента: земля, воздух, огонь и вода

Он написал книги по мнемонической технике «О тенях идей» (1584) и «Песнь Цирцеи», которые, по мнению некоторых исследователей творчества Бруно, восходят своими корнями к герметизму.

### Космология
Развивая гелиоцентрическую теорию Коперника и философию Николая Кузанского, Бруно высказывал ряд догадок: об отсутствии материальных небесных сфер, о безграничности Вселенной, о том, что звёзды — это далёкие солнца, вокруг которых вращаются планеты, о существовании неизвестных в его время планет в пределах нашей Солнечной системы. Отвечая противникам гелиоцентрической системы, Бруно привёл ряд физических доводов в пользу того, что движение Земли не сказывается на ход экспериментов на её поверхности, опровергая также доводы против гелиоцентрической системы, основанные на католическом толковании Священного Писания. В противоположность бытовавшим в то время мнениям он полагал кометы небесными телами, а не испарениями в земной атмосфере. Бруно отвергал средневековые представления о противоположности между Землёй и небом, утверждая физическую однородность мира (учение о 5 элементах, из которых состоят все тела, — земля, вода, огонь, воздух и эфир). Он предположил возможность жизни на других планетах. При опровержении доводов противников гелиоцентризма Бруно использовал теорию импетуса.
В мышлении Бруно причудливо сочеталось мистическое и естественнонаучное понимание мира. По мнению ряда авторов, энтузиазм, с которым Джордано Бруно приветствовал открытия Коперника, объяснялся его уверенностью в том, что гелиоцентрическая теория таит в себе глубокий религиозный и магический смысл (во время своего пребывания в Англии Бруно проповедовал необходимость возврата к магической религии Египта в том виде, в каком она изложена в трактате «Asclepius».). Коперника Бруно называет «зарёй, которая должна предшествовать восходу солнца истинной античной философии».
Так, немецкий филолог и историк науки Л. Ольшки пишет в 1922 году:

Он читал лекции об учении Коперника по всей Европе, и в его руках коперниканство стало частью традиции герметизма… Бруно превратил математический синтез в религиозное учение, рассматривал вселенную в тех же терминах, как это делали Раймунд Луллий, Фичино и Пико, то есть как магическую вселенную. Задачей философа ставилось воспользоваться невидимыми силами, пронизывающими вселенную, а ключ к этим силам находился у Трисмегиста.— Ольшки, 1933
Такие же мнения высказывали и другие авторы[уточнить].
Мирча Элиаде считает, что некоторое чувство превосходства Джордано Бруно над Коперником вызвано его убеждением, что последний, будучи математиком, не понимает своей собственной теории, тогда как сам Бруно способен расшифровать схему Коперника в качестве иероглифа божественных тайн..
Подтверждение этого мнения иногда видят и в словах самого Бруно:

Ноланец ответил, что он не смотрит ни глазами Коперника, ни Птолемея, но своими собственными. Эти математики — как бы посредники, переводящие слова с одного языка на другой; но затем другие вникают в смысл, а не они сами. Они же подобны тем простым людям, которые сообщают отсутствующему полководцу о том, в какой форме протекала битва, и каков был результат её, но сами-то они не понимают дела, причины и искусства, благодаря которым вот эти победили…
Ему (Копернику) мы обязаны освобождением от некоторых ложных предположений общей вульгарной философии, если не сказать, от слепоты. Однако он недалеко от неё ушёл, так как, зная математику больше, чем природу, не мог настолько углубиться и проникнуть в последнюю, чтобы уничтожить корни затруднений и ложных принципов, чем совершенно разрешил бы все противодействующие трудности, избавил бы себя и других от многих бесполезных исследований и фиксировал бы внимание на делах постоянных и определённых.— 
Ряд других историков науки не согласны с мнением о герметическом характере космологии Бруно. При этом указывается, что он приводил в поддержку идеи движения Земли сугубо физические доводы, использовал гелиоцентризм для объяснения наблюдаемых явлений, что его космология во многих отношениях радикально противоречит герметическим представлениям и основана не только на теологических, но и астрономических и логических доводах, что коперниканство вовсе не стало частью традиции герметизма. Согласно этому мнению, гелиоцентризм Бруно был физическим, а не религиозным учением, хотя он и был частью его общей философской доктрины. Данные авторы считают, что претензия Бруно к Копернику была связана не с тем, что тот не установил связь между гелиоцентризмом и герметизмом, а что польский учёный не понял, что из гелиоцентрической системы следует отсутствие необходимости в сфере неподвижных звёзд, а также оставил в своей теории эпициклы и деференты. Ряд доводов сторонников герметической интерпретации космологии Бруно подвергался критике в более поздних исследованиях. Указывается большое влияние его идей о бесконечности пространства и относительности движения на дальнейшее развитие физики.
Космологические вопросы (преимущественно его учение о множественности миров) неоднократно обсуждались во время инквизиционного следствия над Бруно, особенно ближе к концу процесса. Несмотря на то, что во время процесса гелиоцентрическая система ещё не была официально запрещена инквизицией, {{подст:нет в источнике2|инквизиционный трибунал указал Бруно, что теория движения Земли противоречит буквальному прочтению Священного Писания}}. Существуют различные точки зрения на то, как повлияли космологические представления Бруно на ход инквизиционного следствия. Одни исследователи полагают, что они сыграли в нём незначительную роль, и обвинения шли в основном по вопросам церковного вероучения и теологическим вопросам, другие полагают, что непреклонность Бруно в некоторых из этих вопросов сыграла существенную роль в его осуждении. В дошедшем до нас тексте приговора над Бруно указано, что ему инкриминируется восемь еретических положений, но приведено только одно положение, содержание остальных семи не раскрыто. В настоящее время невозможно с исчерпывающей достоверностью установить содержание этих семи положений обвинительного приговора и ответить на вопрос, входили ли туда космологические воззрения Бруно.

### Общая оценка места учения и роли Бруно
В отличие от Марселио Фичино, труды которого Бруно активно использовал, сам Бруно вышел далеко за рамки того «христианского герметизма», к которому тяготел Фичино.
Бруно стал ярким выразителем мятежного гуманистического духа эпохи Возрождения — одним из символически завершающих этот период ключевых деятелей:

Бруно, в рамках философии Возрождения, определённо наиболее сложный из философов. Отсюда различные толкования его учения. В настоящее время многие интерпретации его идей пересматриваются. Делать из него предтечу современного ученого эпохи научной революции смешно, ведь его интересы были иной природы (магико-религиозной и метафизической), отличной от той, на которой базировались идеи Коперника. Сомнительно, что Бруно понимал научный смысл этого учения. Невозможно выявить и математический аспект сочинений Бруно, потому что его математика — это пифагорейская аритмология, а следовательно, метафизика. Но Бруно удивительным образом предвосхищает некоторые положения Спинозы, и особенно — романтиков. Свойственное этим философам опьянение Богом и бесконечным уже присутствует в трудах Бруно. У Шеллинга (по крайней мере на одной из фаз его развития) мы увидим отдельные наиболее яркие черты сходства с нашим философом. Одно из самых прекрасных и волнующих сочинений Шеллинга носит название «Бруно». В целом творчество Бруно знаменует собой вершину Возрождения и в то же время эпилог этого неповторимого периода развития западной мысли.
— Антисери и Реале, 2002

### Литературное творчество
Как поэт Бруно принадлежал к приверженцам литературного гуманизма. В своих художественных произведениях — антиклерикальной сатирической поэме «Ноев ковчег», философских сонетах, комедии «Подсвечник» (1582, русский перевод 1940) — Бруно порывает с канонами «учёной комедии» и создаёт свободную драматическую форму, позволяющую реалистически изобразить быт и нравы неаполитанской улицы. Бруно высмеивает педантизм и суеверие, с едким сарказмом обрушивается на тупой и лицемерный аморализм, который принесла с собой католическая реакция.

Одна из самых известных его книг — «Изгнание торжествующего зверя», запрещённая Римско-католической церковью. «Уже прошло более четырёхсот лет, но католическая церковь так и не простила его. Она простила, кстати, многих. Даже Коперника. Но не Бруно, — написала в „Литературной газете“ писатель и публицист Елена Сазанович в своём эссе „Пламенный“.- Впрочем, до сих пор в последнем издании Индекса запрещённых книг отлучёнными от церкви фигурируют около четырёх тысяч отдельных произведений и десятки авторов, все сочинения которых запрещены. Этой чести удостоились Вольтер, Жан-Жак Руссо, Оноре де Бальзак, Эмиль Золя, Жорж Санд. А также отдельные произведения Гейне, Гюго, Мицкевича, Стендаля, Флобера. И, и, и… Это — высокая награда за правду. Интересно, что, например, „Майн Кампф“ Гитлера в этот список не попала. Зато среди запрещённых — „Изгнание торжествующего зверя“ Джордано Бруно. Эта книга — как проповедь новой религии человечества. Новой философии и культуры. Она и сложна, и проста. Сложна потому, что написана много веков назад. Когда люди ещё могли просто так мыслить. Просто так философствовать друг с другом. И просто так — за правду — терпеть неимоверные муки… А проста книга потому, что эта правда до сих пор — в нас. Просто мы не умеем как они — ни мыслить, ни философствовать, ни страдать. Блестящие диалоги, блестящая мысль, блестящая правда. Которую мы в неблестящем мире ещё можем познать. Если захотим…»

#### Издания на русском языке
- Бруно Д. Изгнание торжествующего зверя. — СПб., 1914
- Бруно Дж. О причине, начале и едином. — М.: Соцэкгиз, 1934. — 232 с. — 7000 экз.
- Бруно Д. Неаполитанская улица (Подсвечник); пер. с сокр. Я. Емельянова, М.—Л., «Искусство», 1940
- Бруно Дж. Диалоги. — М.: Госполитиздат, 1949. — 552 с.
- Бруно Дж. О героическом энтузиазме / Пер. с итал. Я. Емельянова, Ю. Верховского, А. Эфроса. — М.: Художественная литература, 1953. — 212 с.
- Бруно Дж. Трактат Джордано Бруно «Светильник тридцати статуй» \ пер. Горфункеля А. Х. — Философские науки, 1976, № 3
- Бруно Д. Философские диалоги. — М., 2000
- Бруно Дж. Избранное / Пер. с ит., вступ. и прим. А. А. Золотарёва. — Самара: Агни, 2000. — 296 с. — ISBN 5-87931-010-8.

Титульные листы прижизненных изданий

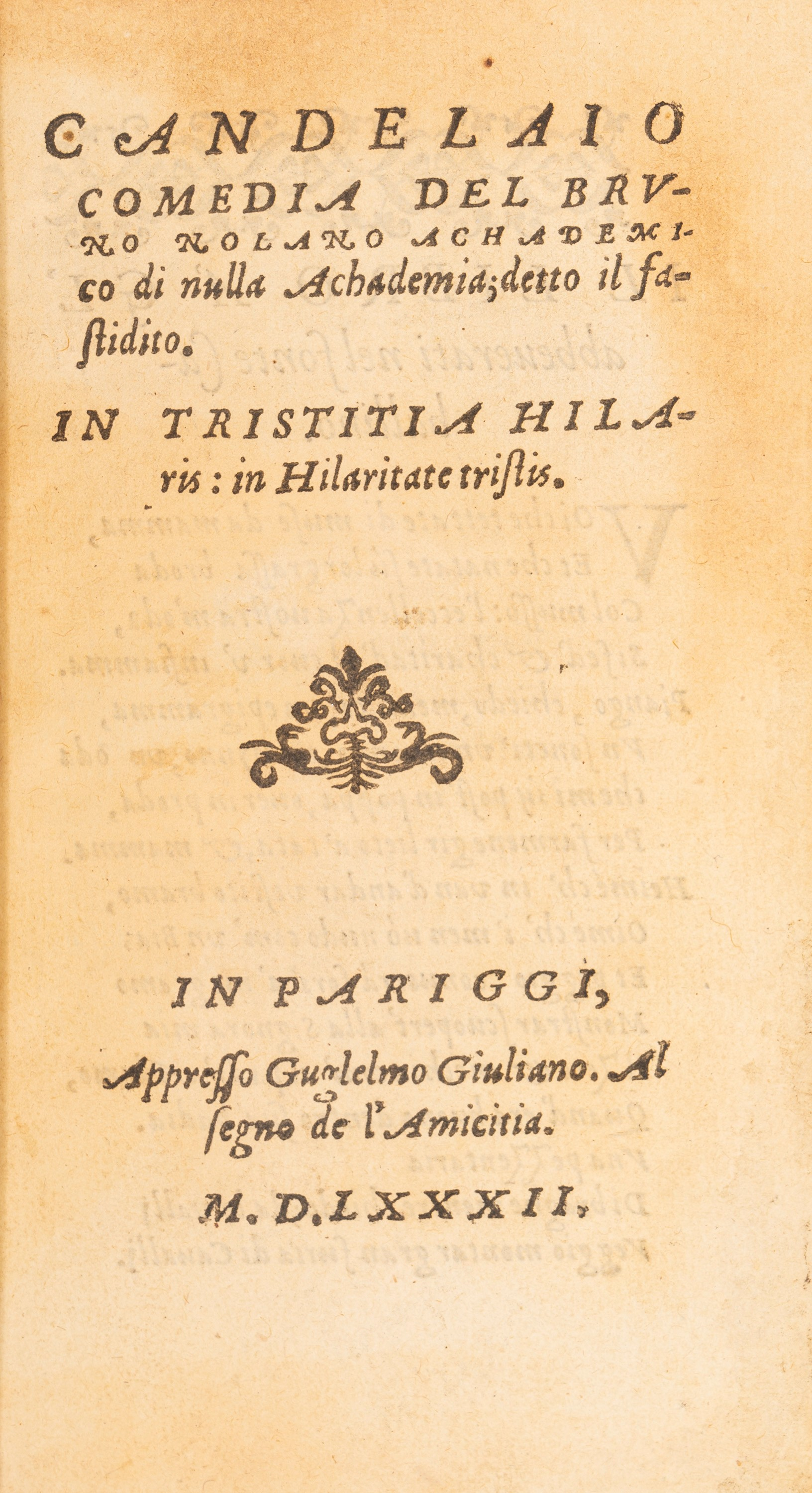
«Подсвечник», 1582
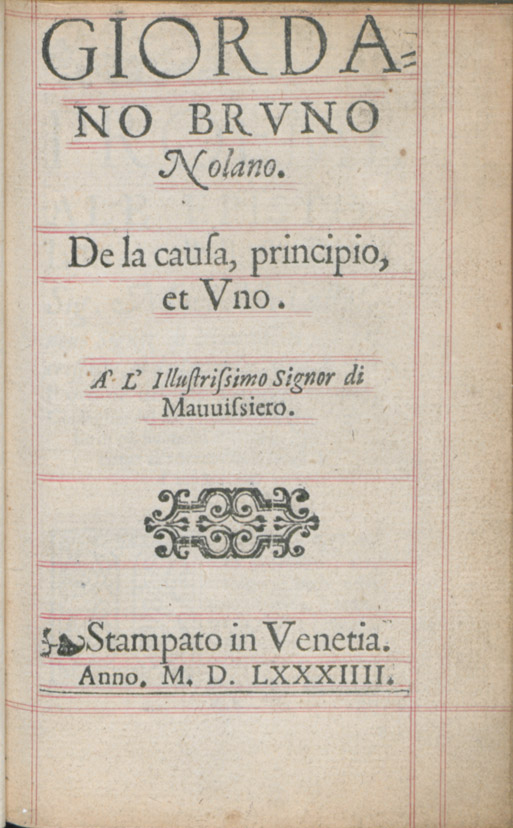
«О причине, начале и едином», 1584
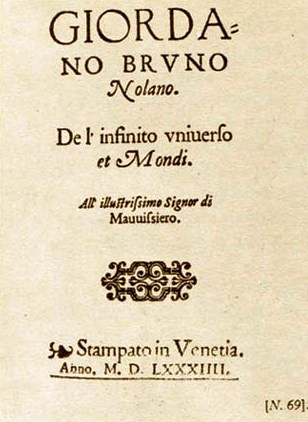
«О бесконечности, вселенной и мирах», 1584
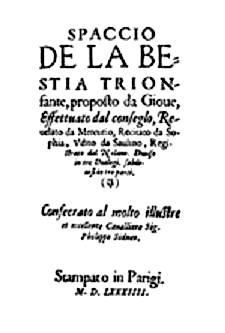
«Изгнание торжествующего зверя», 1584
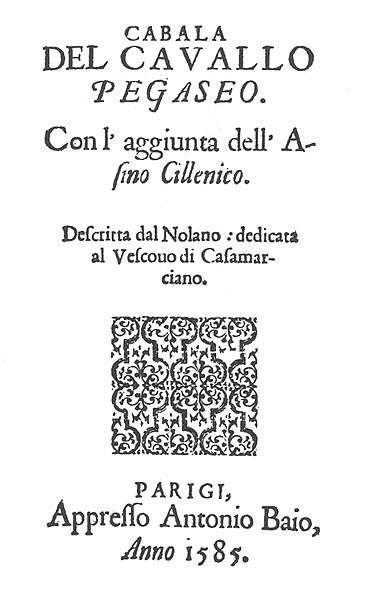
«Тайна Пегаса», 1585
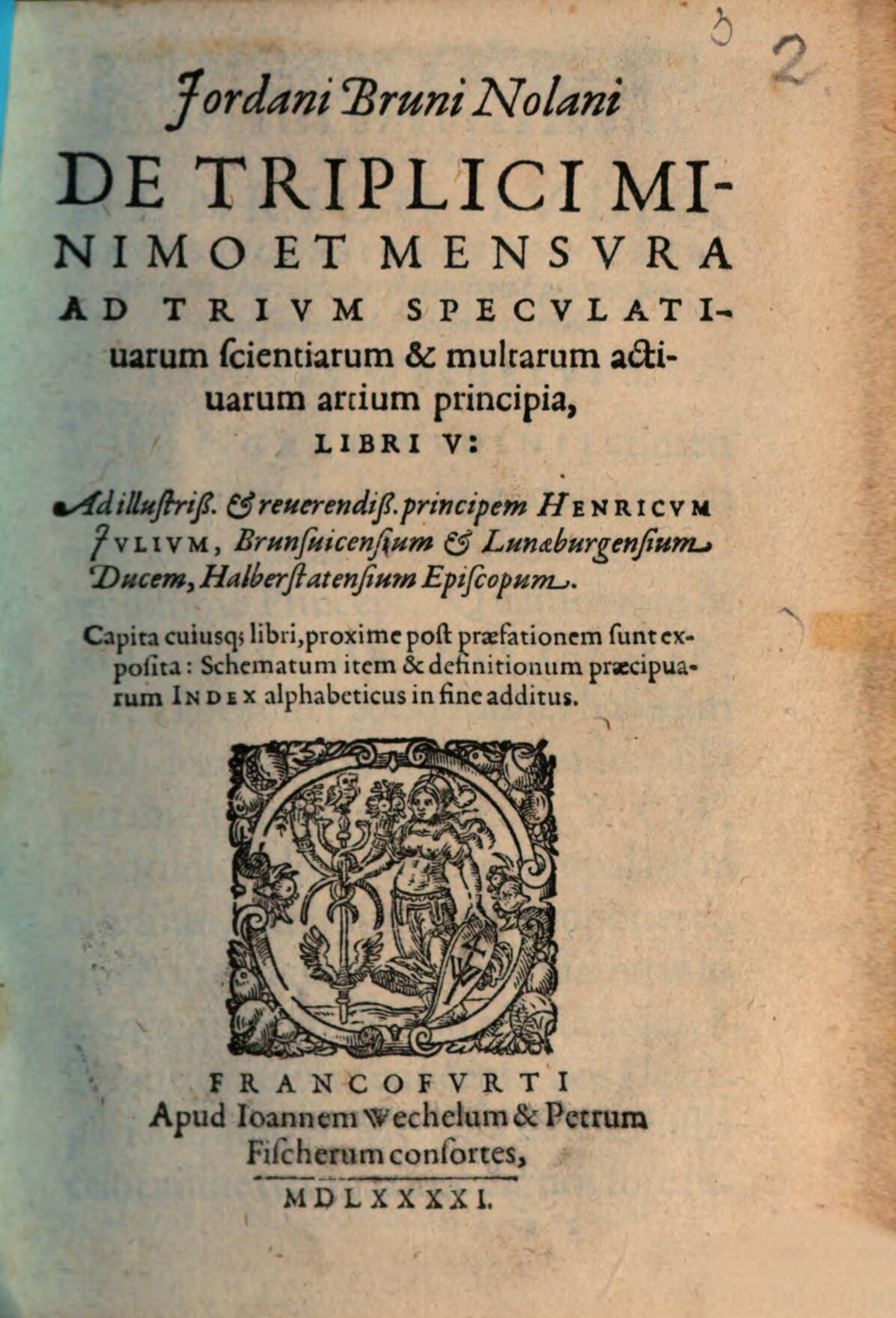
«О трояком наименьшем и мере», 1591

## Память

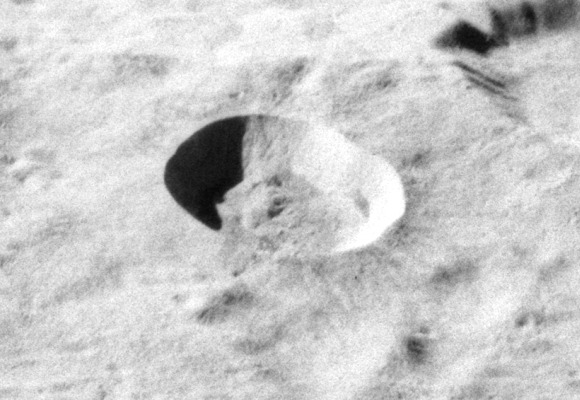
Кратер Джордано Бруно на обратной стороне Луны

22-километровый кратер Джордано Бруно на обратной стороне Луны, название утверждено в 1961 году.
Почтовые марки выпущены в Болгарии в 1998 году и в Италии в 2000 году.
Нефтеналивное однопалубное судно (танкер) «Джордано Бруно» с жилой надстройкой в корме и ходовым мостиком в средней части, построен 16 июля 1964 года концерном «Gio. Ansaldo & C.», Генуя, Италия (Тип «Леонардо да Винчи»). Принят на баланс Министерства морского флота СССР Приказом № 683 от 25 июля 1964 года, порт приписки Одесса, с 1973 года — Новороссийск. снят с баланса Новороссийского морского пароходства Приказом № 391 от 5 ноября 1987 года. Утилизирован в Читтагонге (Бангладеш).

### Памятники
- Республика Болгария
  - Хасковская область, город Димитровград. Памятник у Планетария — 42°02′45″ с. ш. 25°34′40″ в. д.HGЯO
- Федеративная Республика Германия
  - город Берлин, Потсдамская площадь. Памятник, скульптор Александр Полцин (нем. Alexander Polzin) — 52°30′36″ с. ш. 13°22′34″ в. д.HGЯO
- Итальянская Республика
  - область Лацио, город Рим, площадь Кампо деи Фиори. Памятник открыт 9 июня 1889 года, скульптор Этторе Феррари — 41°53′44″ с. ш. 12°28′20″ в. д.HGЯO
- Республика Колумбия
  - город Богота, Calle 69a. Памятник — 4°39′12″ с. ш. 74°03′33″ з. д.HGЯO
  - департамент Антьокия, город Медельин, Diagonal 66B. Бюст — 6°14′39″ с. ш. 75°35′08″ з. д.HGЯO
  - департамент Валье-дель-Каука, город Кали — 3°28′06″ с. ш. 76°31′47″ з. д.HGЯO
- Мексиканские Соединённые Штаты
  - город Мехико, Площадь Джордано Бруно (англ. Plaza Giordano Bruno) — 19°25′43″ с. ш. 99°09′23″ з. д.HGЯO
- Союз Советских Социалистических Республик
  - РСФСР, город Москва
    - на астрономической площадке Московского планетария. Памятник установлен в 1930 году, скульптор Константин Леонидович Луцкий. Демонтирован в 1994 году[90].
    - парк «Сокольники». Памятник установлен 23 ноября 1932 года, открыт 18 июня 1933 года, скульптор Алексей Леонтьевич Котихин[91]. Демонтирован в 1960-е или 1970-е годы.
- Республика Чили
  - провинция Копьяпо, город Копьяпо. Бюст — 27°22′16″ ю. ш. 70°20′04″ з. д.HGЯO
  - Столичная область, город Сантьяго. Бюст — 33°27′10″ ю. ш. 70°37′42″ з. д.HGЯO

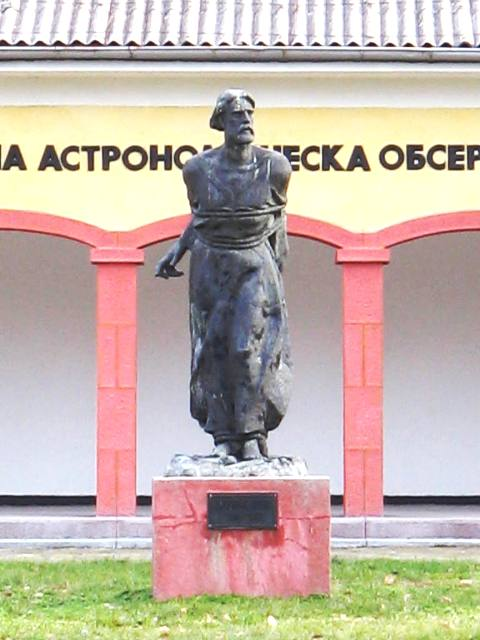
Памятник в Димитровграде (Болгария)
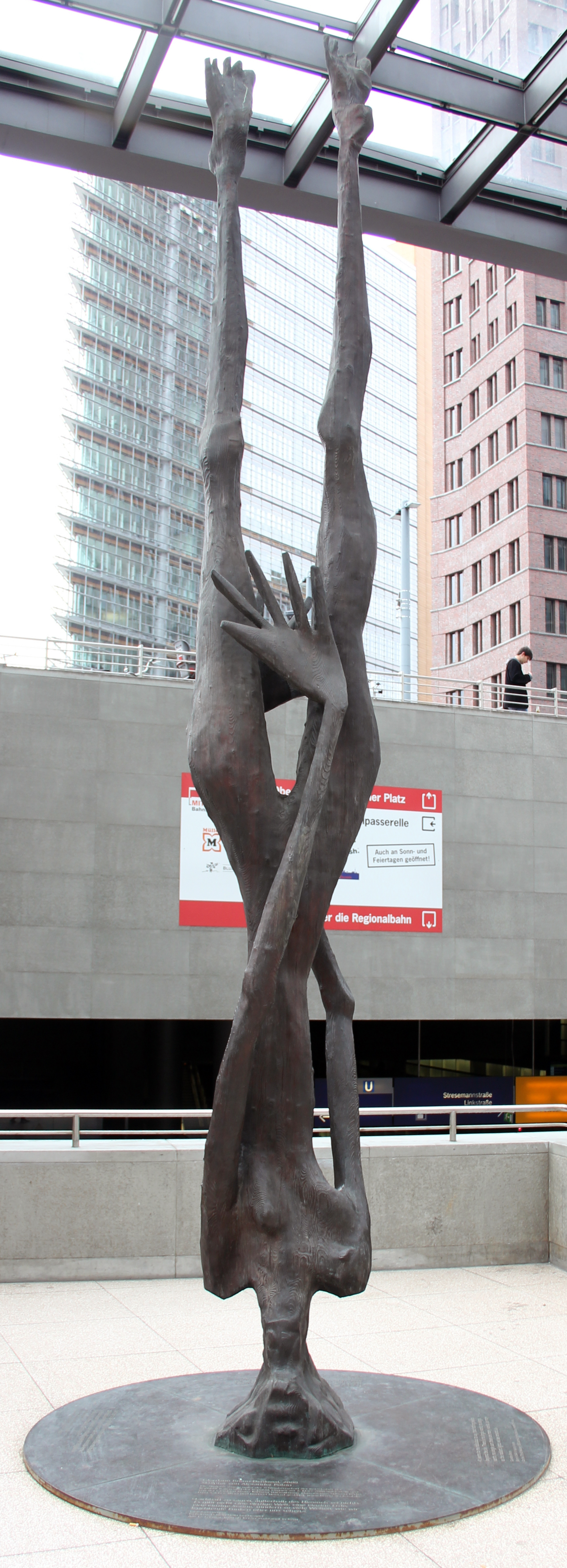
Памятник в Берлине (Германия)
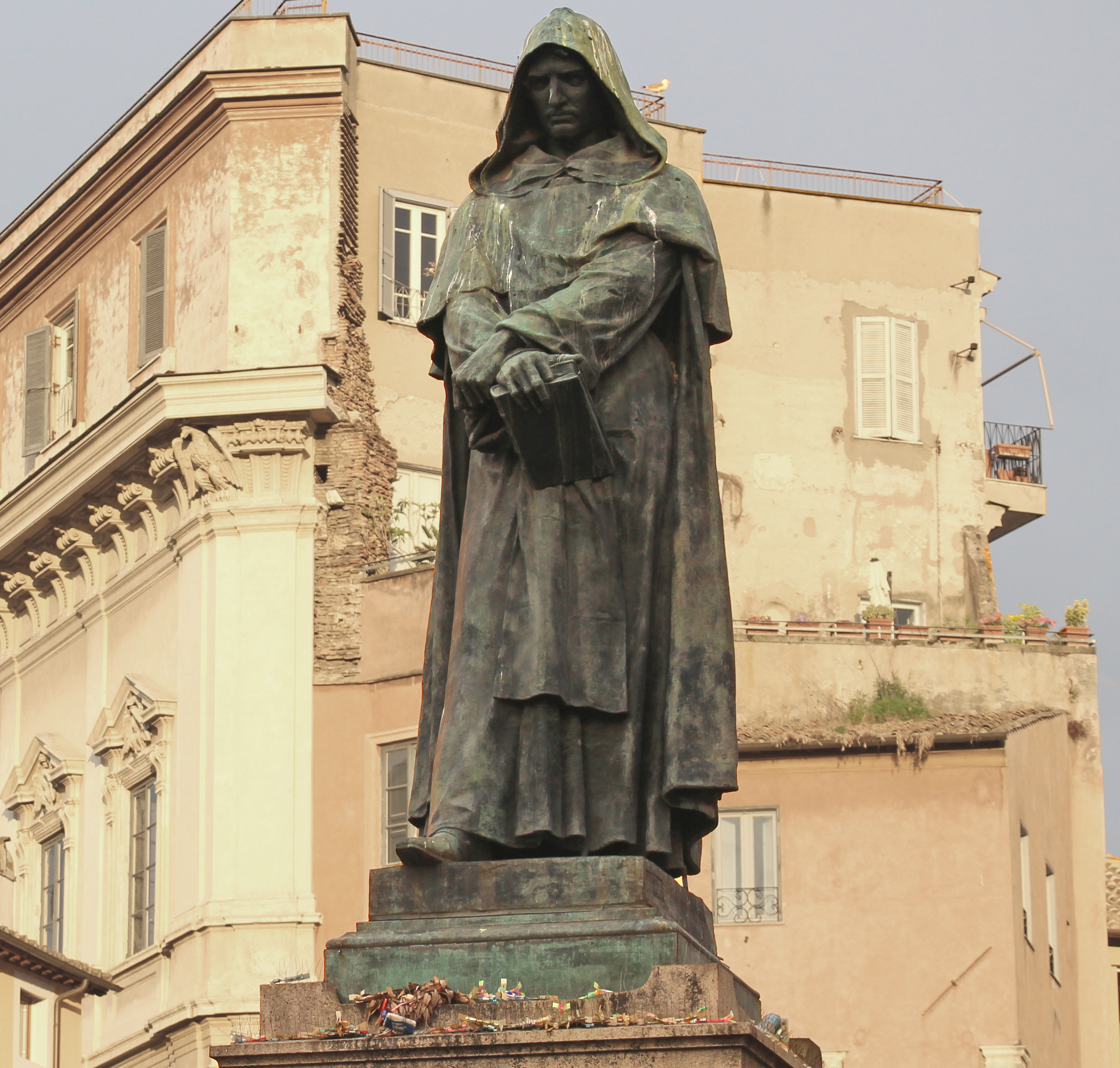
Памятник в Риме (Италия)
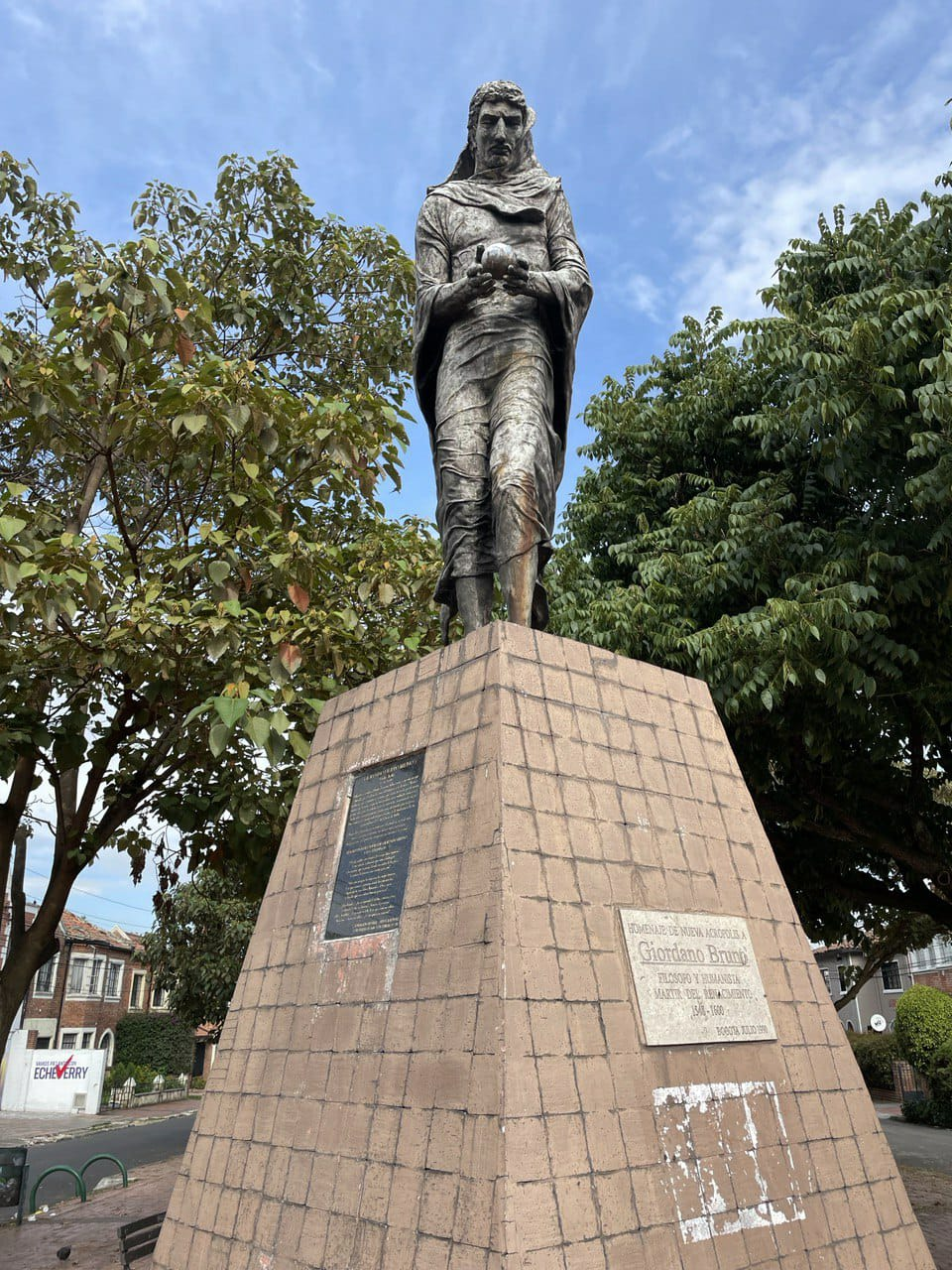
Памятник в Боготе (Колумбия)
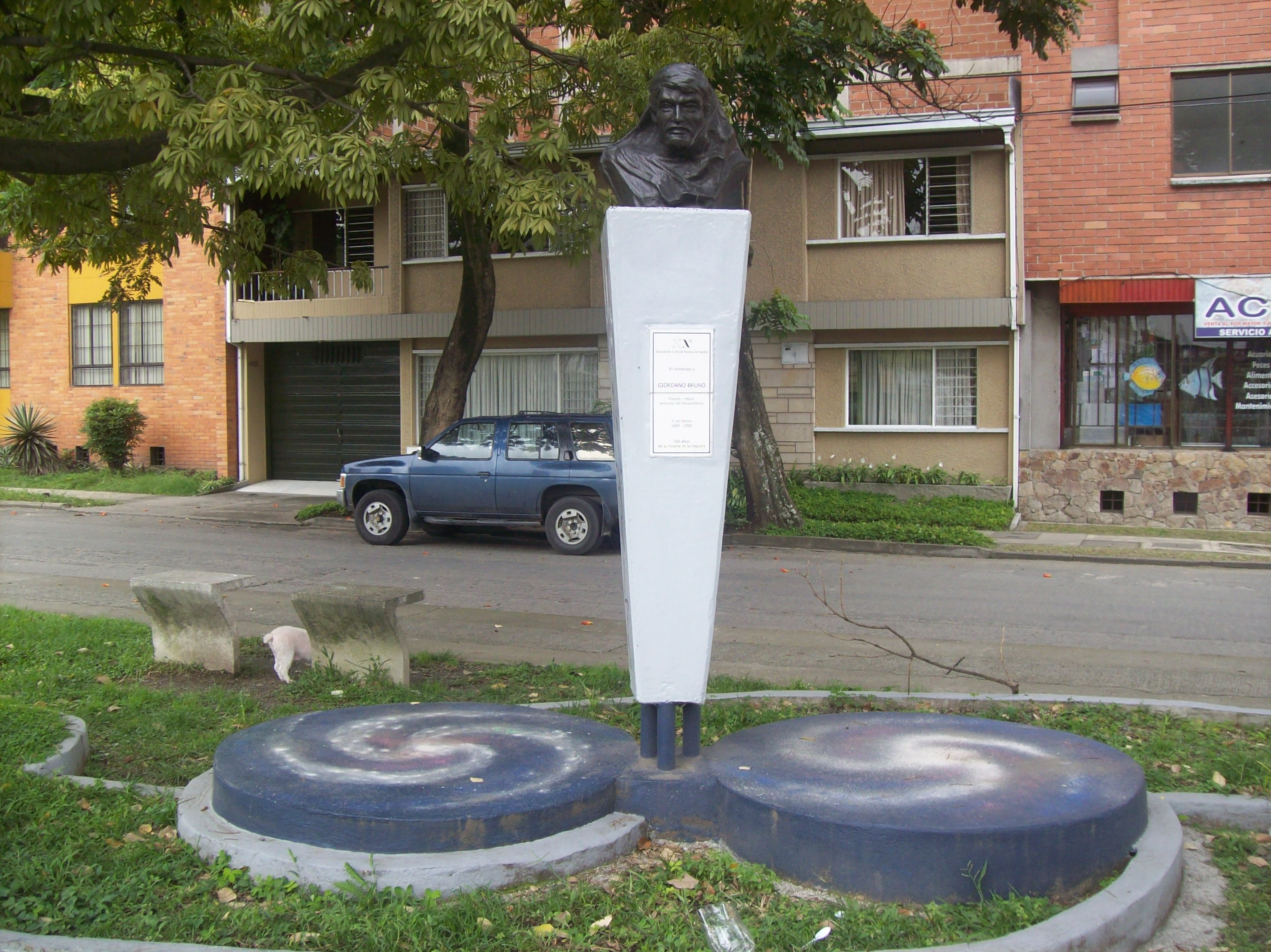
Бюст в Медельине (Колумбия)
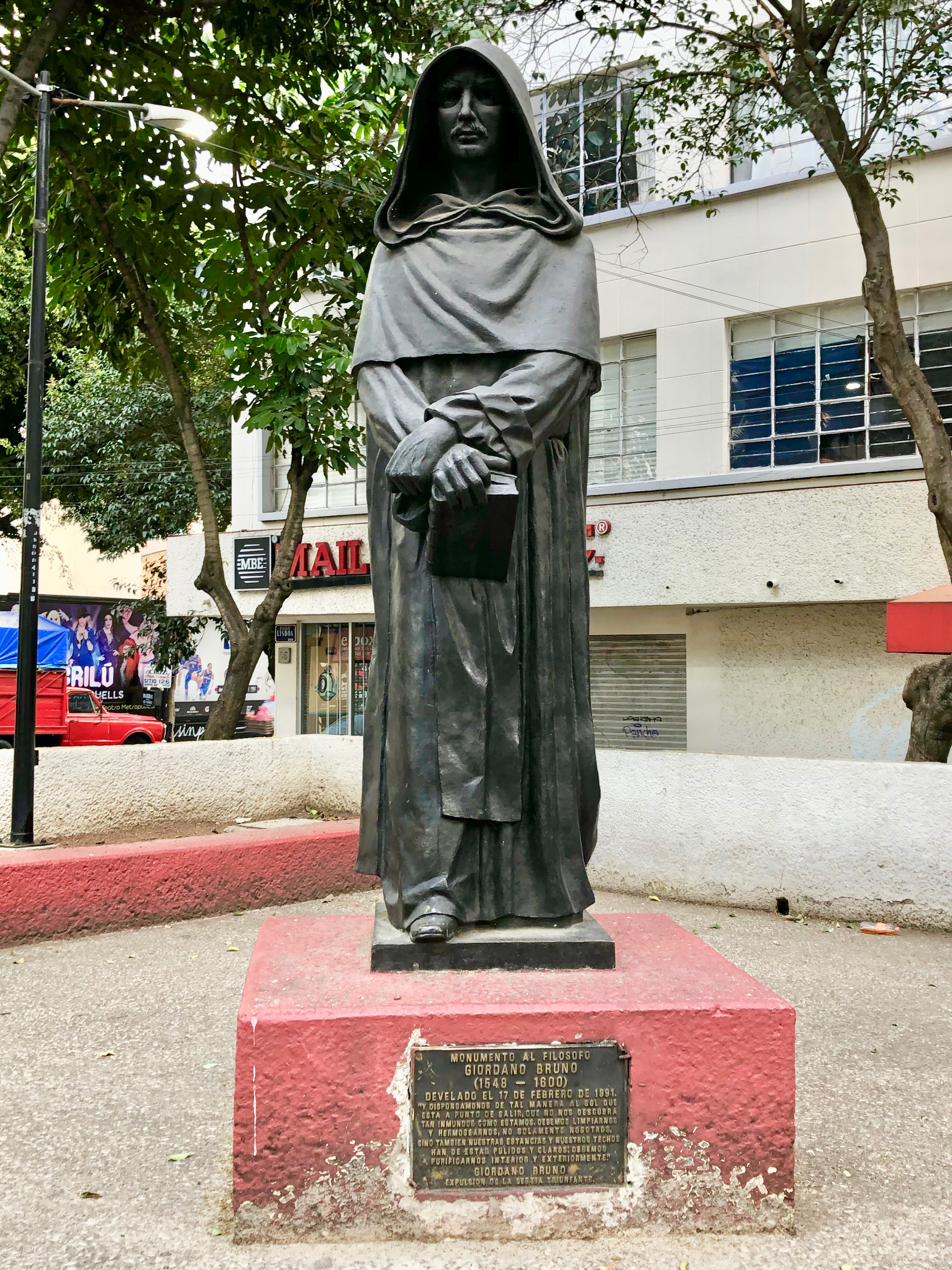
Памятник в Мехико (Мексика)
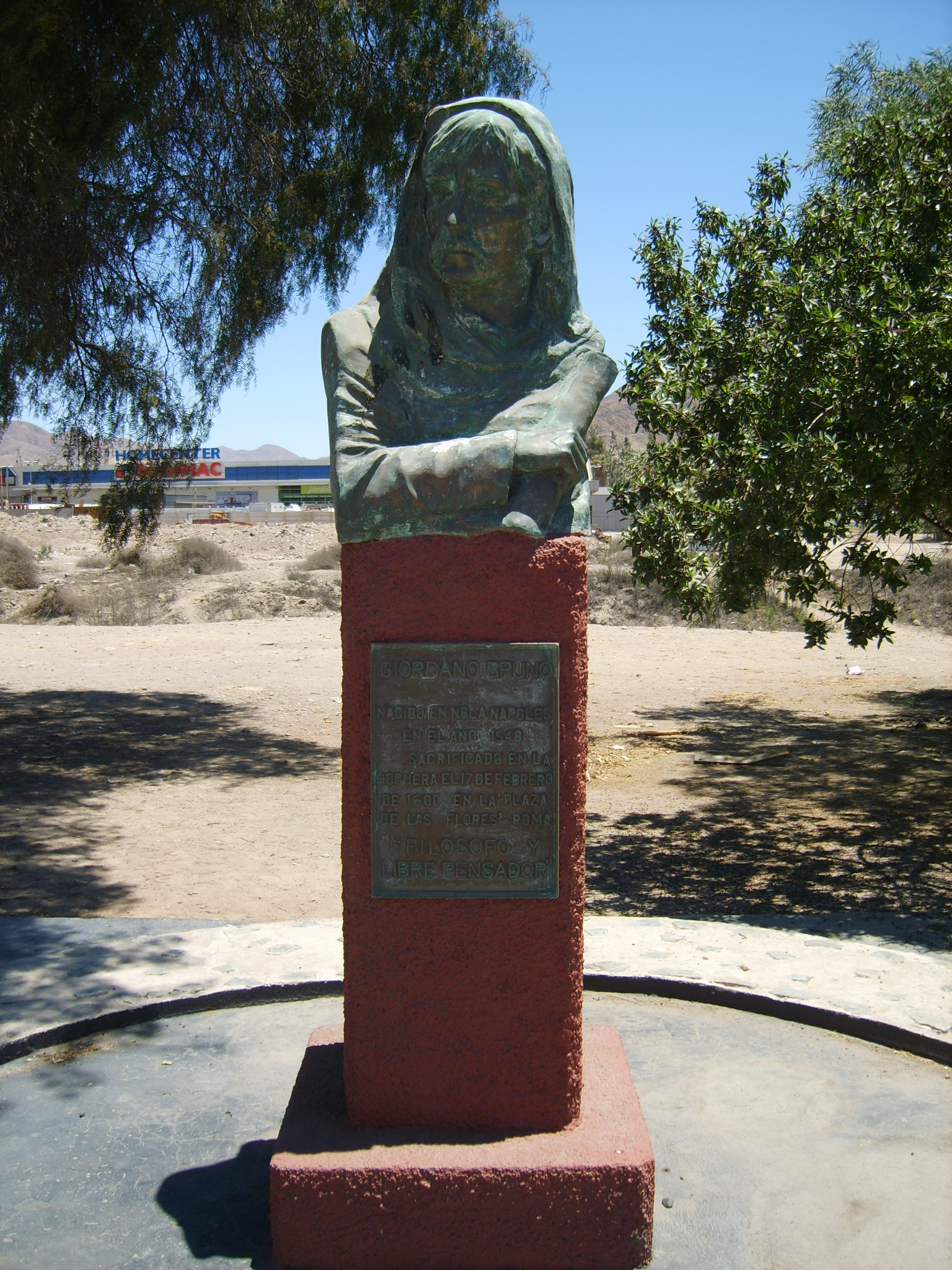
Бюст в Копьяпо (Чили)
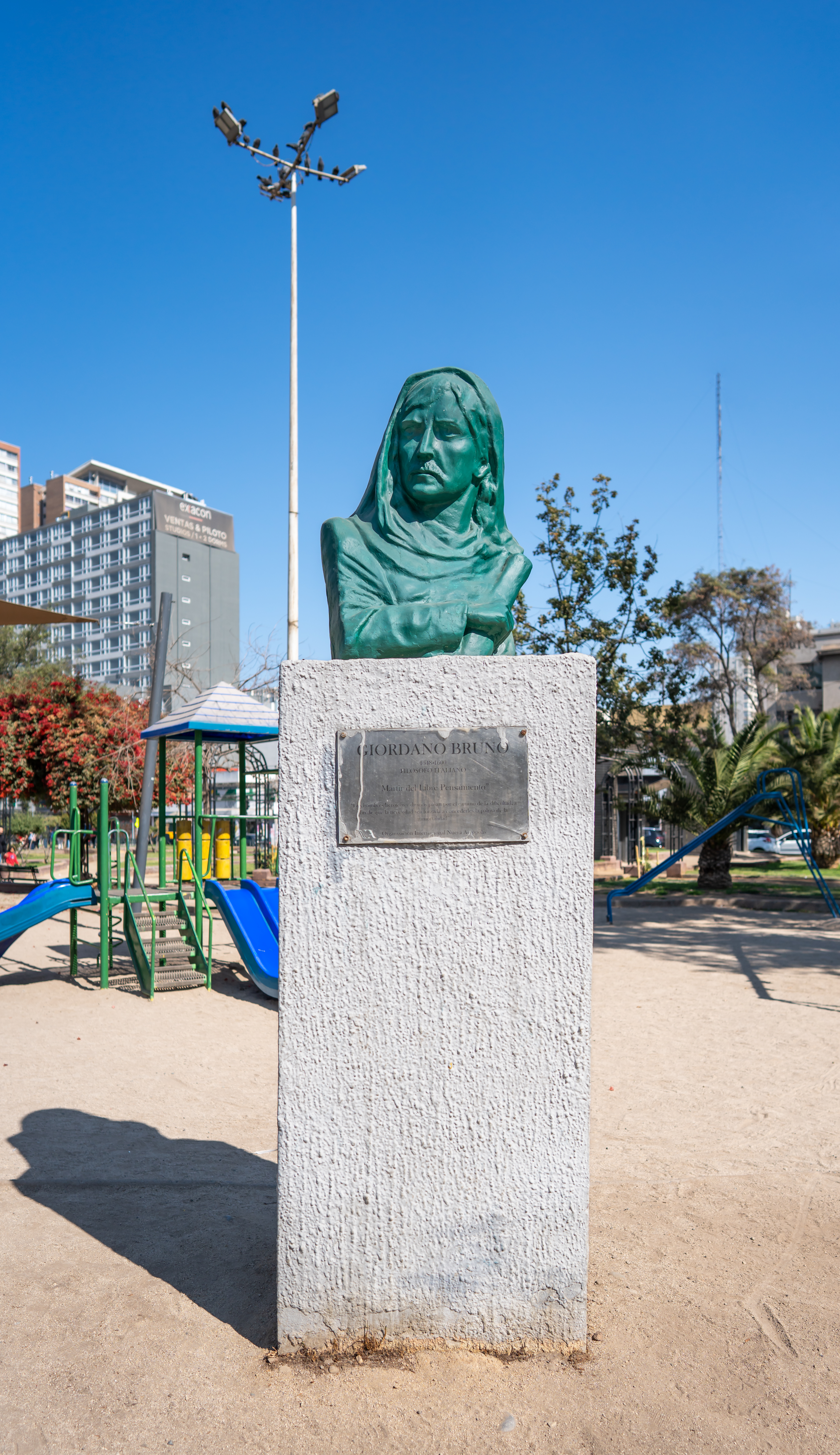
Бюст в Сантьяго (Чили)

### Культурное влияние Бруно
Джордано долгое время жил и работал в Лондоне, а также два года трудился наборщиком в Оксфорде и мог общаться с людьми, близкими к У. Шекспиру, или же с самим драматургом. Это нашло отражение в двух произведениях последнего: «Буря» (речи Просперо) и «Бесплодные усилия любви».
Джек Линдсей в романе «Адам нового мира» (Adam of a New World) (1936, русский перевод 1940) и Александр Волков в романе «Скитания» (1963) описали жизнь Д. Бруно. 
Д. Бруно — главный герой серии исторических романов Стефани Меррит (англ. Stephanie Merritt), пишущей под творческим псевдонимом С.Дж. Пэррис. На русский язык переведены «Ересь» (Heresy) (2011) и «Пророчество» (Prophecy) (2012).
Бруно посвящён ряд музыкальных произведений, в частности, песня «Еретик» группы «Легион».
В 1988 году композитор Лора Геннадьевна Квинт написала рок-оперу «Джордано». В главной роли — Валерий Леонтьев.
В 2013 году канадская панк-группа Crusades выпустила альбом «Perhaps You Deliver this Judgment with Greater Fear than I Receive It», посвящённый жизни Джордано Бруно, с его изображением на обложке.
Поэт Иван Бунин посвятил Джордано Бруно одноимённое стихотворение.

### Джордано Бруно в кинематографе
| Название            | Страна                                | Год  | В роли Джордано Бруно                             |
| ------------------- | ------------------------------------- | ---- | ------------------------------------------------- |
| «Костёр бессмертия» | СССР                                  | 1955 | Владимир Дружников                                |
| «Галилео Галилей»   | Италия · НРБ                          | 1968 | Георгий Калоянчев                                 |
| «Джордано Бруно»    | Италия · Франция                      | 1973 | Джан Мария Волонте                                |
| «Джордано Бруно»    | Италия                                | 1992 | Уго Де Вита (итал. Ugo De Vita)                   |
| «Караваджо»         | Италия · Франция · Германия · Испания | 2007 | Алессандро Ди Натале (итал. Alessandro Di Natale) |
| «Тень Караваджо»    | Италия · Франция · Бельгия            | 2022 | Джанфранко Галло (итал. Gianfranco Gallo)         |

## Ученики
Жан Эннекен (Jean Hennequin) участвовал в диспуте 28 мая 1586 года в коллеже де Камбре (фр. Collège de Cambrai) в Париже от имени Бруно, как полагалось по обычаю.
В 1609 году Рафаэль Эглин (нем. Raphael Eglin) опубликовал книгу о Бруно.
В 1616 году в городе Бриге в Силезии вышла книга И. Костича под названием: «Искусство Аристотеля, Луллия и Рамуса, разработанное Конрадом Бергием под руководством И. Костича, подлинного ученика Джордано Бруно, где показывается логическое искусство понимания, практическое искусство изложения, частью метод топического изыскания, по способу Аристотеля и в его понятиях, а также Рамуса и Луллия, включая сюда более ста тысяч доказательств, подходящих к любому нахождению тем и их применению». В предисловии сказано, что Костич учился у Бруно в Париже.
Иероним Беслер, работал у Бруно в качестве переписчика с декабря 1590 года. После ареста Бруно уехал в Нюрнберг. Сохранились его письма своему дяде врачу Вольфгангу Цейлейзену. Его брат — аптекарь и ботаник Басилиус Беслер.

## Комментарии
1. ↑  до пострига в монахи в 17-летнем возрасте
2. ↑   Пьеса впервые переведена Я. Емельяновым с сокращениями: Джордано Бруно. «Неаполитанская улица» («Подсвечник»), М.—Л., «Искусство», 1940
3. ↑  "О героическом энтузиазме / De gli eroici furori. Всё произведение состоит из 71 сонета. Их содержание — лирическое и отчасти мистическое — получает своё разъяснение в следующих за ними диалогах. «У Бруно термин „героический“ использовался в изначальном смысле слова „герой“: герой греческих мифов — это человек-полубог; он обладает сверхчеловеческими способностями, и боги благоволят ему; он приближен к богам и после смерти может занять место среди них. Так и Бруновский энтузиаст героичен, поскольку находится уже на пути к абсолютной истине, высшему благу и первой красоте, своим сознательным усилием приближая себя к Богу. В оригинале трактат Бруно буквально означает „О героическом неистовстве (восторге)“. Просто влюблённый и увлечённый телесной красотой тоже может быть восторженным и находится в неистовстве; и Бруно указывает на такое состояние чувственно влюблённого. Однако у увлечённого божественным познанием неистовство иного рода. Энтузиазм — это и есть героическое неистовство, героический восторг, божественное вдохновение. Неистовость и восторженность одинаково присущи чувственно влюблённому и боговдохновенному (боголюбящему). Энтузиазм же присущ лишь последнему. Этот трактат Бруно — о преодолении человеком себя, о духовном возвышении и перерождении.» / Гусейнов А. А., История этических учений, М., «Гардарики», 2003, с. 562—563.
4. ↑  «Папа Иоанн-Павел со мной говорил по-русски. Он сказал мне, что моё предложение реабилитации Джордано Бруно принять нельзя, так как Бруно в отличие от Галилея осуждён за неверное теологическое утверждение, будто его учение о множественности обитаемых миров не противоречит Священному Писанию. „Вот, дескать, найдите инопланетян — тогда теория Бруно будет подтверждена и вопрос о реабилитации можно будет обсудить“». Андрей Ваганов История джаза — вместо курса алгебры Архивная копия от 18 февраля 2009 на Wayback Machine. Интервью с академиком Владимиром Арнольдом // «Независимая газета», 2001-12-27
5. ↑  «Герметический корпус Бруно остается до сих пор практически не изученным современной наукой. Из известных нам трудов, посвященных данной проблеме мы можем назвать разве что произведения Ф. Йейтс, переведенные на русский язык в изданиях: Искусство памяти. Перевел Е. Малышкин. СПб.: Университетская книга, 1997; Йейтс Фрэнсис. Джордано Бруно и герметическая традиция. Перевод Г. Дашевского. М.: Новое литературное обозрение, 2000, а также книги М. Каррутерс[англ.], например: Carruthers M. The Book of Memory (first ed.). Cambridge University Press, 1990». Титлин Л.И. О трактате Джордано Бруно «Искусство памяти». — В: Джордано Бруно. Искусство памяти : [арх. 4 апреля 2023] // Vox. Философский журнал. — 2017. — № 23 (декабрь). — doi:10.24411/2077-6608-2017-00016.
6. ↑  Этот запрет состоялся в 1616 г., через 16 лет после казни Бруно.
7. ↑  «был привлечён к суду святой службы Венеции за то, что объявил: величайшее кощунство говорить, будто хлеб пресуществлялся в тело»
8. ↑  Коллекцию А. С. Норова (14000 т., потом ещё 2000) отличает хороший подбор научных изданий XVIII—XIX вв. В её состав вошли издания греческих и римских писателей, сочинения Макиавелли, русские научные монографии перв. пол. XIX в. Исключительную ценность представляет единственная в своём роде коллекция (18 из 26 книг) прижизненных изданий произведений Джордано Бруно с автографом на одной из книг, а также собственноручная рукописная тетрадь Дж. Бруно — «Московский кодекс» (по месту нахождения). В собрании Норова 155 инкунабулов, в том числе иллюстрированное издание «Божественной комедии» Данте (Флоренция, 1481), богатая коллекция эльзевиров. В 1867 г. А. С. Норов передал в Библиотеку Музеев три экземпляра изданного под его редакцией «Путешествия игумена Даниила» на русском языке и два экземпляра на французском. http://www.rsl.ru/ru/s6/s43/d1290/ Архивная копия от 2 декабря 2010 на Wayback Machine